# Београдска зона у фудбалу 2005/06.
Првенство Београдске зоне у фудбалу 2005/06. бројала је 18 клубова. Виши степен такмичења је Српска лига Београд, а нижа Прва Београдска лига.
За сезону 2005/06.
Палилулац, Крњача је првак Београдске зоне дао је 72, а примио 29 гола. Гол разлика 43 гола и освојио 76 бода. На првом месту провео је 23 кола.
Минули шампионат по процени „Спортових” извештача пратило је 46.400 посетилаца, што чини просек од 156 гледалаца по утакмици, 1.365 по колу, односно 2.578 по клубу.
Највише гледалаца имао је клуб Винча из Винче 3.650, а најмање имао је клуб Трудбеник из Београда 1.200 гледалаца.
За најбољег фудбалера и голгетера  Београдске зоне проглашен је Данило Радичевић из фудбалског клуба Милутинца, Земун.
Грубу игру и неспортско понашање, арбитри су казнили са 1.180 жута и 101 црвена картона, или просечно 37,65 картона по колу, 71,11 картона по клубу и по утакмици 4,18 картона.
| Жути и црвени картони                   | Жути и црвени картони                                | Жути и црвени картони                    | Жути и црвени картони                                                  |
| Највише жутих картона                   | Најмање жутих картона                                | Највише црвених картона                  | Најмање црвених картона                                                |
| --------------------------------------- | ---------------------------------------------------- | ---------------------------------------- | ---------------------------------------------------------------------- |
| * БСК, Батајница — 81 * у 18. колу — 58 | * Велика Крсна, Велика Крсна — 36 * у 34. колу — 18. | * Братство, Крњача — 11 * у 30. колу — 9 | * Велика Крсна, Велика Крсна — 1 * у 19. и 24. колу није било картона. |

## Клубови
| 1. Винча           | 2. Борац Остружница  | 3. Турбина Вреоци           | 4. Змај Земун           | 5. Шумадија Јагњило   | 6. Поштар Београд игр.: МБАТА · |
| 7. Милутинац Земун | 8. ГСП Полет Београд | 9. Полицајац Макиш, Београд | 10. Локомотива Железник | 11. Трудбеник Београд | 12. Млади Обилић Београд ·      |
| 13. Ласта Сремчица | 14. ИМТ Нови Београд | 15. Братство Крњача         | 16. БСК Батајница       | 17. Палилулац Крњача  | 18. Велика Крсна                |

## Резултати по колима
У загради број гледалаца на утакмици 
| ЈЕСЕЊИ ДЕО ПРВЕНСТВА | ЈЕСЕЊИ ДЕО ПРВЕНСТВА | ЈЕСЕЊИ ДЕО ПРВЕНСТВА | ЈЕСЕЊИ ДЕО ПРВЕНСТВА | ЈЕСЕЊИ ДЕО ПРВЕНСТВА |
| -------------------- | -------------------- | -------------------- | -------------------- | -------------------- |

| Полицајац ((Мак) — Велика Крсна (13. авг.)   | 1:0 | (150) |
| Василије Тошић, Полицајац ((Мак)             |     |       |
| Поштар ((Бгд) — ИМТ (Нови (Бгд) (13. авг.)   | 3:1 | (100) |
| Немања Јаковљевић, Поштар ((Бгд)             |     |       |
| Винча — Палилулац ((Кр) (13. авг.)           | 1:0 | (400) |
| Владимир Милановић, Винча                    |     |       |
| Братство ((Кр) — Турбина (Вреоци) (13. авг.) | 5:0 | (100) |
| Бојан Тимић, Братство ((Кр)                  |     |       |
| Змај (Земун) — Локомотива ((Жел)             | 1:3 | (100) |
| Ненад Панић, Локомотива ((Жел)               |     |       |
| Млади Обилић ((Бгд) — БСК (Батајница)        | 0:1 | (100) |
| Горан Обрић, БСК (Батајница)                 |     |       |
| ГСП Полет ((Бгд) — Милутинац (Земун)         | 0:1 | (200) |
| Немања Радановић, Милутинац (Земун)          |     |       |
| Борац ((Ост) — Ласта (Сремчица)              | 2:2 | (300) |
| Давид Ступар, Ласта (Сремчица)               |     |       |
| Шумадија (Јагњило) — Трудбеник ((Бгд)        | 2:1 | (300) |
| Вукашин Срећковић, Шумадија (Јагњило)        |     |       |
|                                              |     |       |

| Турбина (Вреоци) — Милутинац (Земун)     | 1:4 | (200) |
| Немања Радановић, Милутинац (Земун       |     |       |
| БСК (Батајница) — ГСП Полет ((Бгд)       | 0:1 | (300) |
| Никола Кадовић, ГСП Полет ((Бгд)         |     |       |
| ИМТ (Нови (Бгд) — Млади Обилић ((Бгд)    | 2:0 | (250) |
| Миодраг Важић, ИМТ (Нови (Бгд)           |     |       |
| Палилулац ((Кр) — Поштар ((Бгд)          | 2:1 | (200) |
| Александар Ристовић, Палилулац ((Кр)     |     |       |
| Локомотива ((Жел) — Винча                | 2:0 | (200) |
| Марко Јанковић, Локомотива ((Жел)        |     |       |
| Трудбеник ((Бгд) — Полицајац ((Мак)      | 1:5 | (100) |
| Немања Милић, Полицајац ((Мак)           |     |       |
| Братство ((Кр) — Борац ((Ост)            | 1:1 | (100) |
| Душан Марковић, Борац ((Ост)             |     |       |
| Велика Крсна — Змај (Земун) (21. авг.)   | 1:1 | (200) |
| Горан Младеновић, Змај (Земун)           |     |       |
| Ласта ((Ср) — Шумадија ((Јаг) (21. авг.) | 1:0 | (400) |
| Давид Ступар, Ласта (Сремчица)           |     |       |
|                                          |     |       |

| Млади Обилић ((Бгд) — Палилулац ((Кр) | 2:3 | (200) |
| Ненад Ристић, Палилулац ((Кр)         |     |       |
| Полицајац ((Мак) — Ласта (Сремчица)   | 3:1 | (100) |
| Дејан Марић, Полицајац ((Мак)         |     |       |
| Борац ((Ост) — Турбина (Вреоци)       | 3:2 | (200) |
| Милан Сушић, Борац ((Ост)             |     |       |
| Милутинац (Земун) — БСК (Батајница)   | 2:1 | (200) |
| Латиновић, Милутинац (Земун)          |     |       |
| Поштар ((Бгд) — Локомотива ((Жел)     | 3:2 | (100) |
| Иванишевић, Поштар ((Бгд)             |     |       |
| Винча — Велика Крсна                  | 3:4 | (200) |
| Предраг Ћосић, Велика Крсна           |     |       |
| ГСП Полет ((Бгд) — ИМТ (Нови (Бгд)    | 2:1 | (200) |
| Никодијевић, ГСП Полет ((Бгд)         |     |       |
| Шумадија (Јагњило) — Братство ((Кр)   | 1:1 | (200) |
| Александар Аврамовић, Братство ((Кр)  |     |       |
| Змај (Земун) — Трудбеник ((Бгд)       | 2:2 | (100) |
| Влада Павловић, Трудбеник ((Бгд)      |     |       |
|                                       |     |       |

| Турбина (Вреоци) — БСК (Батајница)        | 1:1 | (150)   |
| Милан Филиповић, Турбина (Вреоци)         |     |         |
| ИМТ (Нови (Бгд) — Милутинац (Земун)       | 1:3 | (150)   |
| Немања Радановић, Милутинац (Земун)       |     |         |
| Палилулац ((Кр) — ГСП Полет ((Бгд)        | 2:1 | (150)   |
| Мијаиловић, Палилулац ((Кр)               |     |         |
| Локомотива ((Жел) — Млади Обилић ((Бгд)   | 2:0 | (200)   |
| Ален Тупајућ, Локомотива ((Жел)           |     |         |
| Трудбеник ((Бгд) — Винча                  | 1:0 | (100)   |
| Влада Павловић, Трудбеник ((Бгд)          |     |         |
| Братсво ((Кр) — Полицајац ((Мак)          | 1:0 | (1.000) |
| Александар Аврамовић, Братсво ((Кр)       |     |         |
| Велика Крсна — Поштар ((Бгд) (28. авг.)   | 2:2 | (200)   |
| ?, ?                                      |     |         |
| Ласта (Сремчица) — Змај (Земун) (28.авг.) | 0:0 | (200)   |
| Марковић, Ласта (Сремчица)                |     |         |
| Борац ((Ост) — Шумадија ((Јаг) (28. авг.) | 1:0 | (300)   |
| Владимир Станковић, Борац ((Ост)          |     |         |
|                                           |     |         |

| Полицајац ((Мак) — Борац ((Ост) (3. сеп.)   | 0:2 | (300) |
| Љубомир Станковић, Борац ((Ост)             |     |       |
| Поштар ((Бгд) — Трдбеник ((Бгд) (3. сеп.)   | 1:0 | (100) |
| Немања Јаковљевић, Поштар ((Бгд)            |     |       |
| Винча — Ласта (Сремчица) (3. сеп.)          | 2:0 | (300) |
| Милан Костић, Винча                         |     |       |
| БСК (Батајница) — ИМТ (Нови (Бгд) (3. сеп.) | 0:0 | (200) |
| Душан Вејин, БСК (Батајница)                |     |       |
| Млади Обилић ((Бгд) — Велика Крсна          | 1:3 | (50)  |
| Бојан Стојановић, Велика Крсна              |     |       |
| ГСП Полет ((Бгд) — Локомотива ((Мак)        | 1:0 | (150) |
| Милош Лазић, ГСП Полет ((Бгд)               |     |       |
| Милутинац (Земун)Палилулац ((Кр)            | 1:1 | (100) |
| Немања Радановић, Милутинац (Земун)         |     |       |
| Змај (Земун) — Братство ((Кр)               | 0:0 | (200) |
| Милан Јанковић, Братство ((Кр)              |     |       |
| Шумадија (Јагњило) — Турбина (Вреоци)       | 4:3 | (200) |
| Душан Бркљач, Шумадија (Јагњило)            |     |       |
|                                             |     |       |

| Трудбеник ((Бгд) — Млади Обилић ((Бгд)        | 4:0 | (100) |
| Владимир Павловић, Трудбеник ((Бгд)           |     |       |
| Братство ((Кр) — Винча                        | 0:0 | (150) |
| Андрија Кузмановић, Винча                     |     |       |
| Турбина (Вреоци) — ИМТ (Нови (Бгд)            | 3:3 | (100) |
| Душан Ђорђевић, ИМТ (Нови (Бгд)               |     |       |
| Палилулац ((Кр) — БСК (Батајница)             | 2:2 | (100) |
| Никола Петровић, БСК (Батајница)              |     |       |
| Локомотива ((Жел) — Милутинац (Земун)         | 0:1 | (200) |
| Милош Зорић, Милутинац (Земун)                |     |       |
| Ласта (Сремчица) — Поштар ((Бгд) (11. сеп.)   | 2:3 | (100) |
| Владимир Савић, Поштар ((Бгд)                 |     |       |
| Борац ((Ост) — Змај (Земун) (11. сеп.)        | 3:3 | (200) |
| Немања Павловић, Борац ((Ост)                 |     |       |
| Шумадија ((Јаг) — Полицајац ((Мак) (11. сеп.) | 2:0 | (250) |
| Аца Пандуровић, Шумадија                      |     |       |
| Велика Крсна — ГСП Полет ((Бгд) (11. сеп.)    | 3:1 | (100) |
| Бојан Стојановић, Велика Крсна                |     |       |
|                                               |     |       |

| Полицајац ((Мак) — Турбина (Вреоци)    | 2:1 | (100) |
| Саша Маринковић, Полицајац ((Мак)      |     |       |
| Змај (Земун) — Шумадија (Јагњило)      | 1:0 | (100) |
| Млађеновић, Змај (Земун)               |     |       |
| Винча — Борац ((Ост)                   | 2:3 | (200) |
| Немања Павловић, Борац ((Ост)          |     |       |
| Поштар ((Бгд) — Братство ((Кр)         | 2:2 | (100) |
| Дејан Радивојевић, Поштар ((Бгд)       |     |       |
| Млади Обилић ((Бгд) — Ласта (Сремчица) | 1:1 | (50)  |
| Милошевић, Млади Обилић ((Бгд)         |     |       |
| ГСП Полет ((Бгд) — Трудбеник ((Бгд)    | 2:1 | (150) |
| Горан Стојановић, ГСП Полет ((Бгд)     |     |       |
| Милутинац (Земун) — Велика Крсна       | 1:0 | (100) |
| Стеван Ритупер, Милутинац (Земун)      |     |       |
| БСК (Батајница) — Локомотива ((Жел)    | 1:1 | (100) |
| Ален Тупајић, Локомотива ((Жел)        |     |       |
| ИМТ (Нови (Бгд) — Палилулац ((Кр)      | 1:2 | (200) |
| Милан Додић, Палилулац ((Кр)           |     |       |
|                                        |     |       |

| Полицајац ((Мак) — Змај (Земун)                | 4:0 | (100) |
| Дејан Марић, Полицајац ((Мак)                  |     |       |
| Трудбеник ((Бгд) — Милутинац (Земун)           | 1:1 | (100) |
| Немања Радановић, Милутинац (Земун)            |     |       |
| Братство ((Кр) — Млади Обилић ((Бгд)           | 2:1 | (100) |
| Кушић, Братство ((Кр)                          |     |       |
| Турбина (Вреоци) — Палилулац ((Кр)             | 0:2 | (150) |
| Емануел Брошћанац, Палилулац ((Кр)             |     |       |
| Локомотива ((Жел) — ИМТ (Нови (Бгд)            | 0:0 | (100) |
| Небојша Николић, ИМТ (Нови (Бгд)               |     |       |
| Велика Крсна — БСК (Батајница) (18. сеп.)      | 1:0 | (200) |
| Предраг Ћосић, Велика Крсна                    |     |       |
| Ласта (Сремчица) — ГСП Полет ((Бгд) (18. сеп.) | 1:3 | (200) |
| Д. Станковић, ГСП Полет ((Бгд)                 |     |       |
| Борац ((Ост) — Поштар ((Бгд) (18. сеп.)        | 0:2 | (200) |
| Дејан Вукајловић, Поштар ((Бгд)                |     |       |
| Шумадија (Јагњило) — Винча (18.сеп.)           | 3:2 | (200) |
| Мирослав Мијатовић, Шумадија (Јагњило)         |     |       |
|                                                |     |       |

| Поштар ((Бгд) — Шумадија (Јагњило)              | 1:1 | (100) |
| Славиша Планић, Шумадија (Јагњило)              |     |       |
| Винча — Полицајац ((Мак)                        | 2:0 | (200) |
| Саша Стојковић, Винча                           |     |       |
| БСК (Батајница) — Трудбеник ((Бгд)              | 4:1 | (300) |
| Никола Петровић, БСК (Батајница)                |     |       |
| ИМТ (Нови (Бгд) — Велика Крсна                  | 0:1 | (200) |
| Горан Барјактаревић, Велика Крсна               |     |       |
| Палилулац ((Кр) — Локомотива ((Жел)             | 3:1 | (200) |
| Емануел Брошћанац, Палилулац ((Кр)              |     |       |
| Млади Обилић ((Бгд) — Борац ((Ост) (25. сеп.)   | 1:2 | (100) |
| Сран Папе, Борац ((Ост)                         |     |       |
| ГСП Полет ((Бгд) — Братство ((Кр) (25. сеп.)    | 0:1 | (200) |
| Владимир Николић, Братство ((Кр)                |     |       |
| Милутинац (Земун) — Ласта (Сремчица) (25. сеп.) | 8:0 | (60)  |
| Немања Радановић, Милутинац (Земун)             |     |       |
| Змај (Земун) — Турбина (Вреоци) (25. сеп.)      | 2:0 | (150) |
| Јовановић, Змај (Земун)                         |     |       |
|                                                 |     |       |

| Полицајац ((Мак) — Поштар ((Бгд) (1. окт.)     | 1:2 | (30)  |
| Дејан Вукајловић, Поштар ((Бгд)                |     |       |
| Турбина (Вреоци) — Локомотива ((Жел) (1. окт.) | 1:0 | (100) |
| Славко Бирчевић, Турбина (Вреоци)              |     |       |
| Трудбеник ((Бгд) — ИМТ (Нови (Бгд) (1. окт.)   | 1:0 | (50)  |
| Милош Пријовић, Трудбеник ((Бгд)               |     |       |
| Братство ((Кр) — Милутинац (Земун) (1. окт.)   | 2:0 | (200) |
| Владимир Николић, Братство ((Кр)               |     |       |
| Велика Крсна — Палилулац ((Кр)                 | 0:4 | (200) |
| Емануел Брошћанац, Палилулац ((Кр)             |     |       |
| Ласта (Сремчица) — БСК (Батајница)             | 1:3 | (100) |
| Филиповић, БСК (Батајница)                     |     |       |
| Борац ((Ост) — ГСП Полет ((Бгд)                | 1:1 | (200) |
| Александар Димов, Борац ((Ост)                 |     |       |
| Шумадија (Јагњило) — Млади Обилић ((Бгд)       | 3:2 | (250) |
| Дејан Маринковић, Шумадија (Јагњило)           |     |       |
| Змај (Земун) — Винча                           | 6:1 | (100) |
| Дарко Исидоровић, Змај (Земун)                 |     |       |
|                                                |     |       |

| Поштар ((Бгд) — Змај (Земун)                     | 1:0 | (150) |
| Дејан Вукајловић, Поштар ((Бгд)                  |     |       |
| Винча — Турбина (Вреоци)                         | 1:0 | (150) |
| Небојша Ковачевић, Винча                         |     |       |
| БСК (Батајница) — Братство ((Кр)                 | 2:0 | (200) |
| Жељко Арамбашић, БСК (Батајница)                 |     |       |
| ИМТ (Нови (Бгд) — Ласта (Сремчица)               | 6:1 | (200) |
| Петар Николић, ИМТ (Нови (Бгд)                   |     |       |
| Палилулац ((Кр) — Трудбеник ((Бгд)               | 4:1 | (100) |
| Драган Добрић, Палилулац ((Кр)                   |     |       |
| Локомотива ((Жел) — Велика Крсна                 | 3:0 | (100) |
| Ненад Панић, Локомотива ((Жел)                   |     |       |
| Млади Обилић ((Бгд) — Полицајац ((Мак) (9. окт.) | 1:0 | (100) |
| Трајчески, Млади Обилић ((Бгд)                   |     |       |
| ГСП Полет ((Бгд) — Шумадија ((Јаг) (9. нов.)     | 2:1 | (150) |
| Златко Вишњић, ГСП Полет ((Бгд)                  |     |       |
| Милутинац (Земун) — Борац ((Ост) (9. окт.)       | 2:1 | (200) |
| Стеван Ритупер, Милутинац (Земун)                |     |       |
|                                                  |     |       |

| Полицајац ((Мак) — ГСП Полет ((Бгд)           | 5:0 | (250) |
| Марко Пражић, Полицајац ((Мак)                |     |       |
| Винча — Поштар ((Бгд)                         | 3:2 | (250) |
| Милан Костић, Винча                           |     |       |
| Турбина (Вреоци) — Велика Крсна               | 1:2 | (100) |
| Горан Барјактаревић, Велика Крсна             |     |       |
| Трудбеник ((Бгд) — Локомотива ((Жел)          | 0:1 | (50)  |
| Ђорђе Тодоровић, Локомотива ((Жел)            |     |       |
| Братство ((Кр) — ИМТ (Нови (Бгд)              | 3:1 | (100) |
| Марко Бањац, Братство ((Кр)                   |     |       |
| Змај (Земун) — Млади Обилић ((Бгд) (16. окт)  | 2:1 | (100) |
| Милош Митковић, Змај (Земун)                  |     |       |
| Ласта (Сремчица) — Палилулац ((Кр) (16. окт.) | 0:1 | (100) |
| Близнаковић, Палилулац ((Кр)                  |     |       |
| Борац ((Ост) — БСК (Батајница) (16. окт.)     | 2:1 | (250) |
| Немања Павловић, Борац ((Ост)                 |     |       |
| Шумадија (Јагњило) — Милутинац (Земун)        | 4:2 | (?)   |
| Вукашин Срећковић, Шумадија (Јагњило)         |     |       |
|                                               |     |       |

| Поштар ((Бгд) — Турбина (Вреоци)                | 2:0 | (100) |
| Дејан Вукајловћ, Поштар ((Бгд)                  |     |       |
| БСК (Батајница) — Шумадија (Јагњило)            | 1:3 | (200) |
| Наумовић, Шумадија (Јагњило)                    |     |       |
| ИМТ (Нови (Бгд) — Борац ((Ост)                  | 2:0 | (200) |
| Вујовић, ИМТ (Нови (Бгд)                        |     |       |
| Палилулац ((Кр) — Братство ((Кр)                | 3:2 | (500) |
| Жељко Гавриловић, Палилулац ((Кр)               |     |       |
| Локомотива ((Жел) — Ласта (Сремчица)            | 6:0 | (50)  |
| Ненад Панић, Локомотива ((Жел)                  |     |       |
| Млади Обилић ((Бгд) — Винча (23. окт.)          | 1:0 | (100) |
| Милош Марковић, Млади Обилић ((Бгд)             |     |       |
| ГСП Полет ((Бгд) — Змај (Земун) (23. окт.)      | 2:1 | (150) |
| Ј. Митровић, ГСП Полет ((Бгд)                   |     |       |
| Милутинац (Земун) — Полицајац ((Мак) (23. окт.) | 1:1 | (200) |
| Дејан Марић, Полицајац ((Мак)                   |     |       |
| Велика Крсна — Трудбеник ((Бгд) (23. окт.)      | 2:1 | (200) |
| Бојан Стојановић, Велика Крсна                  |     |       |
|                                                 |     |       |

| Поштар ((Бгд) — Млади Обилић ((Бгд)         | 2:1 | (100) |
| Бојан Крстић, Поштар ((Бгд)                 |     |       |
| Полицајац ((Мак) — БСК (Батајница)          | 2:0 | (100) |
| Карановић, Полицајац ((Мак)                 |     |       |
| Шумадија (Јагњило) — ИМТ (Нови (Бгд)        | 1:1 | (200) |
| Владимир Вујовић, ИМТ (Нови (Бгд)           |     |       |
| Винча — ГСП Полет ((Бгд)                    | 2:1 | (200) |
| Александар Сапунџић, Винча                  |     |       |
| Турбина (Вреоци) — Трудбеник ((Бгд)         | 1:1 | (150) |
| Владимир Павловић, Трудбеник ((Бгд)         |     |       |
| Братство ((Кр) — Локомотива ((Жел)          | 3:0 | (50)  |
| Јованов, Братство ((Кр)                     |     |       |
| Змај (Земун) — Милутинац (Земун) (30. окт.) | 1:0 | (200) |
| Никола Иванчевић, Змај (Земун)              |     |       |
| Ласта (Сремчица) — Велика Крсна (30. окт.)  | 2:1 | (50)  |
| Антонијевић, Ласта (Сремчица)               |     |       |
| Борац ((Ост) — Палилулац ((Кр) (30. окт.)   | 1:3 | (300) |
| Дејан Стаменковић, Палилулац ((Кр)          |     |       |
|                                             |     |       |

| БСК (Батајница) — Змај (Земун)                   | 3:1 | (100) |
| Данило Радичевић, БСК (Батајница)                |     |       |
| ИМТ (Нови (Бгд) — Полицајац ((Мак)               | 2:0 | (200) |
| Благојевић, ИМТ (Нови (Бгд)                      |     |       |
| Палилулац ((Кр) — Шумадија (Јагњило)             | 2:1 | (200) |
| Емануел Брошћанац, Палилулац ((Кр)               |     |       |
| Локомотива ((Жел) — Борац ((Ост)                 | 2:2 | (150) |
| Александар Димов, Борац ((Ост)                   |     |       |
| Трудбеник ((Бгд) — Ласта (Сремчица)              | 1:1 | (50)  |
| Жељко Кузмић, Ласта (Сремчица)                   |     |       |
| Млади Обилић ((Бгд) — Турбина (Вреоци) (6. нов.) | 1:1 | (50)  |
| Ненад Митровић, Млади Обилић ((Бгд)              |     |       |
| ГСП Полет ((Бгд) — Поштар ((Бгд) (6. нов.)       | 0:2 | (200) |
| Милованкић, Поштар ((Бгд)                        |     |       |
| Милутинац (Земун) — Винча (6. нов.)              | 4:1 | (100) |
| Ритупер, Милутинац (Земун)                       |     |       |
| Велика Крсна — Братство ((Кр) (6. нов.)          | 1:2 | (200) |
| Милош Бањац, Братство ((Кр)                      |     |       |
|                                                  |     |       |

| Полицајац ((Мак) — Палилулац ((Кр)                | 1:1 | (100) |
| Душан Радојевић, Палилулац ((Кр)                  |     |       |
| Поштар ((Бгд) — Милутинац (Земун)                 | 2:1 | (150) |
| Владимир Мишић, Поштар ((Бгд)                     |     |       |
| Турбина (Вреоци) — Ласта (Сремчица)               | 6:1 | (100) |
| Драган Митровић, Турбина (Вреоци)                 |     |       |
| Братство ((Кр) — Трудбеник ((Бгд)                 | 4:1 | (100) |
| Бојан Тимић, Братство ((Кр)                       |     |       |
| Винча — БСК (Батајница)                           | 1:4 | (150) |
| Данило Радичевић, БСК (Батајница)                 |     |       |
| Млади Обилић ((Бгд) — ГСП Полет ((Бгд) (13. нов.) | 0:1 | (150) |
| Душан Марковић, ГСП Полет ((Бгд)                  |     |       |
| Борац ((Ост) — Велика Крсна (13. нов.)            | 0:3 | (150) |
| Зоран Стојковић, Велика Крсна                     |     |       |
| Шумадија (Јагњило) — Локомотива ((Жел) (13. нов.) | 4:3 | (200) |
| Душан Бркљач, Шумадија (Јагњило)                  |     |       |
| Змај (Земун) — ИМТ (Нови (Бгд) (13. нов.)         | 1:2 | (100) |
| Игор Стојић, ИМТ (Нови (Бгд)                      |     |       |
|                                                   |     |       |

| БСК (Батајница) — Поштар ((Бгд)                    | 4:1 | (200) |
| Данило Радичевић, БСК (Батајница)                  |     |       |
| ИМТ (Нови (Бгд) — Винча                            | 3:0 | (100) |
| Саша Ристановић, ИМТ (Нови (Бгд)                   |     |       |
| Палилулац ((Кр) — Змај (Земун)                     | 4:0 | (150) |
| Драган Добрић, Палилулац ((Кр)                     |     |       |
| Локомотива ((Жел) — Полицајац ((Мак)               | 0:0 | (100) |
| Бојан Карановић, Полицајац ((Мак)                  |     |       |
| Трудбеник ((Бгд) — Борац ((Ост)                    | 1:2 | (50)  |
| Александар Димов, Борац ((Ост)                     |     |       |
| ГСП Полет ((Бгд) — Турбина (Вреоци) (20. нов.)     | 2:0 | (100) |
| Златко Вишњић, ГСП Полет ((Бгд)                    |     |       |
| Милутинац (Земун) — Млади Обилић ((Бгд) (20. нов.) | 2:0 | (100) |
| Радановић, Милутинац (Земун)                       |     |       |
| Велика Красна — Шумадија (Јагњило) (20. нов.)      | 2:3 | (200) |
| Мирослав Мијатовић, Шумадија (Јагњило)             |     |       |
| Ласта (Сремчица) — Братство ((Кр) (20. нов.)       | 1:3 | (30)  |
| Бојан Тимић, Братство ((Кр)                        |     |       |
|                                                    |     |       |

| ПРОЛЕЋНИ ДЕО ПРВЕНСТВА | ПРОЛЕЋНИ ДЕО ПРВЕНСТВА | ПРОЛЕЋНИ ДЕО ПРВЕНСТВА | ПРОЛЕЋНИ ДЕО ПРВЕНСТВА | ПРОЛЕЋНИ ДЕО ПРВЕНСТВА |
| ---------------------- | ---------------------- | ---------------------- | ---------------------- | ---------------------- |

| Велика Крсна — Полицајац ((Мак)       | 3:2 | (200) |
| Горан Стефановић, Велика Крсна        |     |       |
| ИМТ (Нови (Бгд) — Поштар ((Бгд)       | 1:0 | (150) |
| Владимир Вујовић, ИМТ (Нови (Бгд)     |     |       |
| Палилулац ((Кр) — Винча               | 3:0 | (150) |
| Емануел Брошћанац, Палилулац ((Кр)    |     |       |
| Турбина (Вреоци) — Братство ((Кр)     | 0:0 | (200) |
| Иван Илић, Турбина (Вреоци)           |     |       |
| Локомотива ((Жел) — Змај (Земун)      | 1:0 | (50)  |
| Миодраг Ђушић, Локомотива ((Жел)      |     |       |
| БСК (Батајница) — Млади Обилић ((Бгд) | 1:0 | (300) |
| Здравко Ковачевић, БСК (Батајница)    |     |       |
| Милутинац (Земун) — ГСП Полет ((Бгд)  | 2:1 | (200) |
| Данило Радичевић, Милутинац (Земун)   |     |       |
| Ласта (Сремчица) — Борац ((Ост)       | 0:0 | (200) |
| Милан Сушић, Борац ((Ост)             |     |       |
| Трудбеник ((Бгд) — Шумадија (Јагњило) | 1:1 | (50)  |
| Иван Лакићевић, Шумадија (Јагњило)    |     |       |
|                                       |     |       |

| Милутинац (Земун) — Турбина (Вреоци)            | 1:1 | (150) |
| Ненад Лазић, Турбина (Вреоци)                   |     |       |
| ГСП Полет' ((Бгд) — БСК (Батајница)             | 0:1 | (100) |
| Душан Вејин, БСК (Батајница)                    |     |       |
| Млади Обилић ((Бгд) — ИМТ (Нови (Бгд)           | 3:2 | (200) |
| Драган Брдаревић, Млади Обилић ((Бгд)           |     |       |
| Поштар ((Бгд) — Палилулац ((Кр) (25. марта)     | 1:3 | (250) |
| Жељко Гавриловић, Палилулац ((Кр)               |     |       |
| Винча — Локомотива ((Жел) (25. марта)           | 2:0 | (200) |
| Саша Стојковић, Винча                           |     |       |
| Полицајац ((Мак) — Трудбеник ((Бгд) (25. марта) | 0:1 | (150) |
| Синиша Руњо, Трудбеник ((Бгд)                   |     |       |
| Борац ((Ост) — Братство ((Кр)                   | 0:0 | (100) |
| Никола Ђорђевић, Братство ((Кр)                 |     |       |
| Змај (Земун) — Велика Крсна                     | 2:0 | (200) |
| Никола Иванчевић, Змај (Земун)                  |     |       |
| Шумадија (Јагњило) — Ласта (Сремчица)           | 3:4 | (300) |
| Ђорђе Ђорђевић, Ласта (Сремчица)                |     |       |
|                                                 |     |       |

| Палилулац ((Кр) — Млади Обилић ((Бгд) | 1:0 | (150) |
| Александар Ристовић, Палилулац ((Кр)  |     |       |
| Ласта (Сремчица) — Полицајац ((Мак)   | 2:2 | (500) |
| Дејан Симић, Ласта (Сремчица)         |     |       |
| Турбина (Вреоци) — Борац ((Ост)       | 1:1 | (200) |
| Ненад Лазић, Турбина (Вреоци)         |     |       |
| БСК (Батајница) — Милутинац (Земун)   | 0:1 | (200) |
| Самир Бајрамовић, Милутинац (Земун)   |     |       |
| Локомотива ((Жел) — Поштар ((Бгд)     | 1:0 | (50)  |
| Бранислав Микић, Локомотива ((Жел)    |     |       |
| Велика Крсна — Винча                  | 1:1 | (150) |
| Стојановић, Винча                     |     |       |
| ИМТ (Нови (Бгд) — ГСП Полет ((Бгд)    | 0:0 | (300) |
| Небојша Николић, ИМТ (Нови (Бгд)      |     |       |
| Братство ((Кр) — Шумадија (Јагњило)   | 3:2 | (100) |
| Александар Аврамовић, Братство ((Кр)  |     |       |
| Трудбеник ((Бгд) — Змај (Земун)       | 1:0 | (50)  |
| Синиша Руњо, Трудбеник ((Бгд)         |     |       |
|                                       |     |       |

| БСК (Батајница) — Турбина (Вреоци)         | 0:3 | (БПГ) |
| Иван Илић, Турбина (Вреоци)                |     |       |
| Милутинац (Земун) — ИМТ (Нови (Бгд)        | 3:1 | (150) |
| Огњен Гостиљац, Милутинац (Земун)          |     |       |
| ГСП Полет ((Бгд) — Палилулац ((Кр)         | 2:1 | (200) |
| Митар Марковић, ГСП Полет ((Бгд)           |     |       |
| Млади Обилић ((Бгд) — Локомотива ((Жел)    | 1:0 | (100) |
| Василије Тошић, Млади Обилић ((Бгд)        |     |       |
| Винча — Трудбеник ((Бгд) (1. апр.)         | 2:1 | (150) |
| Марко Лалевић, Винча                       |     |       |
| Полицајац ((Мак) — Братсво ((Кр) (1. апр.) | 7:2 | (100) |
| Дејан Марић, Полицајац ((Мак)              |     |       |
| Поштар ((Бгд) — Велика Крсна (1. апр.)     | 3:0 | (50)  |
| Владимир Мишић, Поштар ((Бгд)              |     |       |
| Змај (Земун) — Ласта (Сремчица)            | 2:1 | (200) |
| Никола Иванчевић, Змај (Земун)             |     |       |
| Шумадија (Јагњило) — Борац ((Ост)          | 5:0 | (200) |
| Иван Лакићевић, Шумадија (Јагњило)         |     |       |
|                                            |     |       |

| Борац ((Ост) — Полицајац ((Мак)         | 0:0 | (150) |
| Дамјан Тресиглавић, Борац ((Ост)        |     |       |
| Трдбеник ((Бгд) — Поштар ((Бгд)         | 3:0 | (БПГ) |
| Дејан Петровић, Трдбеник ((Бгд)         |     |       |
| Ласта (Сремчица) — Винча                | 0:0 | (БПГ) |
| Дејан Жарковић, Винча                   |     |       |
| ИМТ (Нови (Бгд) — БСК (Батајница)       | 1:0 | (300) |
| Саша Ристановић, ИМТ (Нови (Бгд)        |     |       |
| Велика Крсна — Млади Обилић ((Бгд)      | 2:1 | (200) |
| Зоран Стојковић, Велика Крсна           |     |       |
| Локомотива ((Мак) — ГСП Полет ((Бгд)    | 3:0 | (150) |
| Михаило Добрашиновић, Локомотива ((Мак) |     |       |
| Палилулац ((Кр)Милутинац (Земун)        | 3:1 | (200) |
| Драган Добрић, Палилулац ((Кр)          |     |       |
| Братство ((Кр) — Змај (Земун)           | 3:1 | (100) |
| Владица Столић, Братство ((Кр)          |     |       |
| Турбина (Вреоци) — Шумадија (Јагњило)   | 1:1 | (240) |
| Бојан Каличанин, Турбина (Вреоци)       |     |       |
|                                         |     |       |

| Млади Обилић ((Бгд)Трудбеник ((Бгд)        | 2:1 | (50)  |
| Милош Црнојевић, Млади Обилић ((Бгд)       |     |       |
| Винча — Братство ((Кр)                     | 0:1 | (150) |
| Владица Столић, Братство ((Кр)             |     |       |
| ИМТ (Нови (Бгд) — Турбина (Вреоци)         | 0:0 | (50)  |
| Ђура Јандрић, ИМТ (Нови (Бгд)              |     |       |
| БСК (Батајница) — Палилулац ((Кр)          | 1:2 | (100) |
| Жељко Гавриловић, Палилулац ((Кр)          |     |       |
| Милутинац (Земун) — Локомотива ((Жел)      | 2:0 | (БПГ) |
| Данило Радичевић, Милутинац (Земун)        |     |       |
| Поштар ((Бгд) — Ласта (Сремчица)           | 2:1 | (50)  |
| Немања Јаковљевић, Поштар ((Бгд)           |     |       |
| Змај (Земун) — Борац ((Ост)                | 1:2 | (50)  |
| Душан Марковић, Борац ((Ост)               |     |       |
| Полицајац ((Мак) — Шумадија (Јагњило)      | 3:3 | (100) |
| Дејан Марић, Полицајац ((Мак)              |     |       |
| ГСП Полет ((Бгд) — Велика Крсна (19. апр.) | 2:1 | (150) |
| Немања Момић, ГСП Полет ((Бгд)             |     |       |
|                                            |     |       |

| Турбина (Вреоци) — Полицајац ((Мак)    | 3:2 | (200) |
| Бојан Каличанин, Турбина (Вреоци)      |     |       |
| Шумадија (Јагњило) — Змај (Земун)      | 1:0 | (100) |
| Златко Андрејевић, Шумадија (Јагњило)  |     |       |
| Борац ((Ост) — Винча                   | 1:1 | (100) |
| Дејан Жарковић, Винча                  |     |       |
| Братство ((Кр) — Поштар ((Бгд)         | 2:0 | (250) |
| Владица Столић, Братство ((Кр)         |     |       |
| Ласта (Сремчица) — Млади Обилић ((Бгд) | 1:1 | (150) |
| Горан Мићевић, Ласта (Сремчица)        |     |       |
| Трудбеник ((Бгд) — ГСП Полет ((Бгд)    | 0:1 | (100) |
| Душан Марковић, ГСП Полет ((Бгд)       |     |       |
| Велика Крсна — Милутинац (Земун)       | 0:4 | (200) |
| Немања Радановић, Милутинац (Земун)    |     |       |
| Локомотива ((Жел) — БСК (Батајница)    | 1:0 | (100) |
| Милан Вилотић, Локомотива ((Жел)       |     |       |
| Палилулац ((Кр) — ИМТ (Нови (Бгд)      | 1:1 | (200) |
| Петар Николић, ИМТ (Нови (Бгд)         |     |       |
|                                        |     |       |

| Змај (Земун) — Полицајац ((Мак)                 | 0:0 | (100) |
| Владислав Росић, Полицајац ((Мак)               |     |       |
| Милутинац (Земун) — Трудбеник ((Бгд) (23. апр.) | 1:0 | (100) |
| Немања Радовић, Милутинац (Земун)               |     |       |
| Млади Обилић ((Бгд) — Братство ((Кр) (23. апр.) | 2:0 | (300) |
| Душан Ристић, Млади Обилић ((Бгд)               |     |       |
| Палилулац ((Кр) — Турбина (Вреоци)              | 3:0 | (200) |
| Драган Добрић, Палилулац ((Кр)                  |     |       |
| ИМТ (Нови (Бгд) — Локомотива ((Жел)             | 0:1 | (100) |
| Срнић, Локомотива ((Жел)                        |     |       |
| БСК (Батајница) — Велика Крсна (23. апр.)       | 2:2 | (300) |
| Немања Павловић, Велика Крсна                   |     |       |
| ГСП Полет ((Бгд) — Ласта (Сремчица) (23. апр.)  | 0:0 | (100) |
| Ђорђе Ђорђевић, Ласта (Сремчица)                |     |       |
| Поштар ((Бгд) — Борац ((Ост)                    | 2:2 | (100) |
| Александар Димов, Борац ((Ост)                  |     |       |
| Винча — Шумадија (Јагњило)                      | 4:2 | (250) |
| Саша Стојковић, Винча                           |     |       |
|                                                 |     |       |

| Шумадија (Јагњило) — Поштар ((Бгд)           | 1:3 | (?)   |
| Немања Јаковљевић, Поштар ((Бгд)             |     |       |
| Полицајац ((Мак) — Винча (29. апр.)          | 4:0 | (100) |
| Стеван Петровић, Полицајац ((Мак)            |     |       |
| Трудбеник ((Бгд) — БСК (Батајница)           | 2:0 | (?)   |
| Ханел Џановић, Трудбеник ((Бгд)              |     |       |
| Велика Крсна — ИМТ (Нови (Бгд)               | 1:1 | (?)   |
| Душан Ђорђевић, ИМТ (Нови (Бгд)              |     |       |
| Локомотива ((Жел) — Палилулац ((Кр)          | 1:1 | (?)   |
| Милан Вилотић, Локомотива ((Жел)             |     |       |
| Борац ((Ост) — Млади Обилић ((Бгд)           | 2:0 | (?)   |
| Александар Димов, Борац ((Ост)               |     |       |
| Братство ((Кр) — ГСП Полет ((Бгд) (29. апр.) | 1:0 | (150) |
| Александар Аврамовић, Братство ((Кр)         |     |       |
| Ласта (Сремчица) — Милутинац (Земун)         | 0:3 | (?)   |
| Данило Радичевић, Милутинац (Земун)          |     |       |
| Турбина (Вреоци) — Змај (Земун) (29. апр.)   | 1:0 | (200) |
| Горан Бељић, Турбина (Вреоци)                |     |       |
|                                              |     |       |

| Поштар ((Бгд) — Полицајац ((Мак)         | 1:0 | (200) |
| Дејан Курчубић, Поштар ((Бгд)            |     |       |
| Локомотива ((Жел) — Турбина (Вреоци)     | 0:1 | (100) |
| Бојан Бељић, Турбина (Вреоци)            |     |       |
| ИМТ (Нови (Бгд) — Трудбеник ((Бгд)       | 0:1 | (200) |
| Ханел Џановић, Трудбеник ((Бгд)          |     |       |
| Милутинац (Земун) — Братство ((Кр)       | 1:1 | (200) |
| Никола Ђорђевић, Братство ((Кр)          |     |       |
| Палилулац ((Кр) — Велика Крсна           | 4:0 | (100) |
| Драган Добрић, Палилулац ((Кр)           |     |       |
| БСК (Батајница) — Ласта (Сремчица)       | 4:0 | (100) |
| Никола Петровић, БСК (Батајница)         |     |       |
| ГСП Полет ((Бгд) — Борац ((Ост)          | 1:1 | (100) |
| Јокановић, ГСП Полет ((Бгд)              |     |       |
| Млади Обилић ((Бгд) — Шумадија (Јагњило) | 2:1 | (100) |
| Душан Ристић, Млади Обилић ((Бгд)        |     |       |
| Винча — Змај (Земун)                     | 1:2 | (250) |
| Милош Митковић, Змај (Земун)             |     |       |
|                                          |     |       |

| Змај (Земун) — Поштар ((Бгд)                     | 3:0 | (100) |
| Мирко Тодоровић, Змај (Земун)                    |     |       |
| Турбина (Вреоци) — Винча (6. маја)               | 4:1 | (150) |
| Жељко Јеремић, Турбина (Вреоци)                  |     |       |
| Братство ((Кр) — БСК (Батајница) (6. маја)       | 5:0 | (150) |
| Милош Бањац, Братство ((Кр)                      |     |       |
| Ласта (Сремчица) — ИМТ (Нови (Бгд)               | 1:1 | (100) |
| Антонијевић, Ласта (Сремчица)                    |     |       |
| Трудбеник ((Бгд) — Палилулац ((Кр) (6. маја)     | 0:0 | (100) |
| Огњен Ћапин, Палилулац ((Кр)                     |     |       |
| Велика Крсна — Локомотива ((Жел)                 | 2:0 | (200) |
| Горан Стефановић, Велика Крсна                   |     |       |
| Полицајац ((Мак) — Млади Обилић ((Бгд) (6. маја) | 1:2 | (100) |
| Драган Брдаревић, Млади Обилић ((Бгд)            |     |       |
| Шумадија (Јагњило) — ГСП Полет ((Бгд)            | 4:3 | (300) |
| Дејан Маринковић, Шумадија (Јагњило)             |     |       |
| Борац ((Ост) — Милутинац (Земун)                 | 1:3 | (100) |
| Огњен Гостиљац, Милутинац (Земун)                |     |       |
|                                                  |     |       |

| ГСП Полет ((Бгд) — Полицајац ((Мак)           | 0:1 | (150) |
| Марко Пражић, Полицајац ((Мак)                |     |       |
| Поштар ((Бгд) — Винча (13. маја)              | 4:5 | (50   |
| Саша Стојковић, Винча                         |     |       |
| Велика Крсна — Турбина (Вреоци)               | 1:3 | (200) |
| Бојан Бељић, Турбина (Вреоци)                 |     |       |
| Локомотива ((Жел) — Трудбеник ((Бгд)          | 0:3 | (120) |
| Ханел Џановић, Трудбеник ((Бгд)               |     |       |
| ИМТ (Нови (Бгд) — Братство ((Кр) (13. маја)   | 3:1 | (400) |
| Игор Стојић, ИМТ (Нови (Бгд)                  |     |       |
| Млади Обилић ((Бгд) — Змај (Земун)            | 0:1 | (100) |
| Јездимировић, Змај (Земун)                    |     |       |
| Палилулац ((Кр) — Ласта (Сремчица) (13. маја) | 4:0 | (100) |
| Жељко Гавриловић, Палилулац ((Кр)             |     |       |
| БСК (Батајница) — Борац ((Ост)                | 2:3 | (100) |
| Владимир Станковић, Борац ((Ост)              |     |       |
| Милутинац (Земун) — Шумадија (Јагњило)        | 3:2 | (100) |
| Данило Радичевић, Милутинац (Земун)           |     |       |
|                                               |     |       |

| Турбина (Вреоци) — Поштар ((Бгд)                | 5:0 | (200) |
| Бојан Бељић, Турбина (Вреоци)                   |     |       |
| Шумадија (Јагњило) — БСК (Батајница) (21. маја) | 0:3 | (200) |
| Здравко Ковачевић, БСК (Батајница)              |     |       |
| Борац ((Ост) — ИМТ (Нови (Бгд)                  | 1:0 | (100) |
| В. Станковић, Борац ((Ост)                      |     |       |
| Братство ((Кр)Палилулац ((Кр)                   | 0:2 | (300) |
| Емануел Брошћанац, Палилулац ((Кр)              |     |       |
| Ласта (Сремчица) — Локомотива ((Жел) (21. маја) | 0:1 | (50)  |
| Лукић, Ласта (Сремчица)                         |     |       |
| Винча — Млади Обилић ((Бгд)                     | 5:3 | (300) |
| Дејан Жарковић, Винча                           |     |       |
| Змај (Земун) — ГСП Полет ((Бгд) (21. маја)      | 2:0 | (200) |
| Никола Иванчевић, Змај (Земун)                  |     |       |
| Полицајац ((Мак) — Милутинац (Земун)            | 3:2 | (150) |
| Зоран Карановић, Полицајац ((Мак)               |     |       |
| Трудбеник ((Бгд) — Велика Крсна                 | 3:0 | (100) |
| Јовица Титомир, Трудбеник ((Бгд)                |     |       |
|                                                 |     |       |

| Млади Обилић ((Бгд) — Поштар ((Бгд)  | 2:1 | (50)  |
| Марко Чичић, Млади Обилић ((Бгд)     |     |       |
| БСК (Батајница) — Полицајац ((Мак)   | 1:1 | (100) |
| Марко Могуш, Полицајац ((Мак)        |     |       |
| ИМТ (Нови (Бгд) — Шумадија (Јагњило) | 3:0 | (200) |
| Вујовић, ИМТ (Нови (Бгд)             |     |       |
| ГСП Полет ((Бгд) — Винча             | 0:0 | (100) |
| Душан Марковић, ГСП Полет ((Бгд)     |     |       |
| Трудбеник ((Бгд) — Турбина (Вреоци)  | 0:1 | (100) |
| Ненад Лазић, Турбина (Вреоци)        |     |       |
| Локомотива ((Жел) — Братство ((Кр)   | 4:1 | (100) |
| Ђорђије Тодоровић, Локомотива ((Жел) |     |       |
| Милутинац (Земун) — Змај (Земун)     | 0:1 | (150) |
| Никола Иванчевић, Змај (Земун)       |     |       |
| Велика Крсна — Ласта (Сремчица)      | 4:2 | (200) |
| Зоран Стојковић, Велика Крсна        |     |       |
| Палилулац ((Кр) — Борац ((Ост)       | 2:1 | (300) |
| Александар Ристовић, Палилулац ((Кр) |     |       |
|                                      |     |       |

| Змај (Земун) — БСК (Батајница)           | 0:1 | (100) |
| Немања Катић, БСК (Батајница)            |     |       |
| Полицајац ((Мак) — ИМТ (Нови (Бгд)       | 0:2 | (20)  |
| Миодраг Важић, ИМТ (Нови (Бгд)           |     |       |
| Шумадија (Јагњило) — Палилулац ((Кр)     | 1:1 | (150) |
| Александар Наумовски, Шумадија (Јагњило) |     |       |
| Борац ((Ост) — Локомотива ((Жел)         | 2:2 | (100) |
| Немања Станковић, Борац ((Ост)           |     |       |
| Ласта (Сремчица) — Трудбеник ((Бгд)      | 0:2 | (80)  |
| Милош Пријовић, Трудбеник ((Бгд)         |     |       |
| Турбина (Вреоци) — Млади Обилић ((Бгд)   | 4:0 | (200) |
| Жељко Јеремић, Турбина (Вреоци)          |     |       |
| Поштар ((Бгд) — ГСП Полет ((Бгд)         | 2:1 | (50)  |
| Марко Ђелов, Поштар ((Бгд)               |     |       |
| Винча — Милутинац (Земун)                | 5:3 | (100) |
| Предраг Стојановић, Винча                |     |       |
| Братство ((Кр) — Велика Крсна            | 4:3 | (100) |
| Ивановић, Братство ((Кр)                 |     |       |
|                                          |     |       |

| Палилулац ((Кр) — Полицајац ((Мак)     | 1:2 | (200) |
| Стеван Петровић, Полицајац ((Мак)      |     |       |
| Милутинац (Земун) — Поштар ((Бгд)      | 5:1 | (50)  |
| Данило Радичевић, Милутинац (Земун)    |     |       |
| Ласта (Сремчица) — Турбина (Вреоци)    | 1:5 | (50)  |
| Жељко Јеремић, Турбина (Вреоци)        |     |       |
| Трудбеник ((Бгд) — Братство ((Кр)      | 4:1 | (100) |
| Ханел Џановић, Трудбеник ((Бгд)        |     |       |
| БСК (Батајница) — Винча                | 3:2 | (100) |
| Здравко Ковачевић, БСК (Батајница)     |     |       |
| ГСП Полет ((Бгд) — Млади Обилић ((Бгд) | 4:0 | (150) |
| Станислав Крстић, ГСП Полет ((Бгд)     |     |       |
| Велика Крсна — Борац ((Ост)            | 2:1 | (200) |
| Предраг Ћосић, Велика Крсна            |     |       |
| Локомотива ((Жел) — Шумадија (Јагњило) | 0:0 | (100) |
| Славиша Планић, Шумадија (Јагњило)     |     |       |
| ИМТ (Нови (Бгд) — Змај (Земун)         | 1:0 | (200) |
| Ђура Јандрић, ИМТ (Нови (Бгд)          |     |       |
|                                        |     |       |

| Поштар ((Бгд) — БСК (Батајница)         | 1:2 | (30)  |
| Здравко Ковачевић, БСК (Батајница)      |     |       |
| Винча — ИМТ (Нови (Бгд)                 | 3:1 | (200) |
| ?, ?                                    |     |       |
| Змај (Земун) — Палилулац ((Кр)          | 2:1 | (50)  |
| Никола Иванчевић, Змај (Земун)          |     |       |
| Полицајац ((Мак) — Локомотива ((Жел)    | 3:3 | (50)  |
| Марко Јанковић, Локомотива ((Жел)       |     |       |
| Борац ((Ост) — Трудбеник ((Бгд)         | 0:2 | (100) |
| Велибор Перовић, Трудбеник ((Бгд)       |     |       |
| Турбина (Вреоци) — ГСП Полет ((Бгд)     | 3:1 | (200) |
| Бојан Бељић, Турбина (Вреоци)           |     |       |
| Млади Обилић ((Бгд) — Милутинац (Земун) | 1:0 | (50)  |
| Димитријевић, Млади Обилић ((Бгд)       |     |       |
| Шумадија (Јагњило) — Велика Красна      | 3:3 | (100) |
| Предраг Ћосић, Велика Красна            |     |       |
| Братство ((Кр) — Ласта (Сремчица)(СР)   | 3:0 | (?)   |
| —, —                                    |     |       |
|                                         |     |       |

| Легенде: Играч утакмице, Дерби Кола, ? — нема извештаја са утакмице, СР — службени резултат, БПГ — без присуства гледалаца |
| --- |

## Тим кола
| ЈЕСЕЊИ ДЕО ПРВЕНСТВА |
| -------------------- |

| 1. Коло 14. августа 2005. | 1. Коло 14. августа 2005. | 1. Коло 14. августа 2005. | 1. Коло 14. августа 2005. | 1. Коло 14. августа 2005. |
| „А” ТИМ | „А” ТИМ                   |                           | „Б” ТИМ | „Б” ТИМ                   |
| --- | ------------------------- | ------------------------- | --- | ------------------------- |
| Тошић (Полицајац) Ивановић (Братство) Јованов (Братство) Јаковљевић (Поштар) Обрић (БСК) Милановић (Винча) Радовановић (Милутинац) Панић (Локомотива) В. Срећковић (Шумадија) Тимић (Братство) Ступар (Ласта) | 8 7 8 9 8 8,5 7           |                           | Богдановић (Шумадија) Мијатовић (Шумадија) Аврамовић (Братство) Владичић (Винча) Гојаковић (Локомотива) Савић (Поштар) Јокић (Локомотива) Здравић (Братство) Ђорђевић (Винча) Бањац (Братство) Срнић (Локомотива) | 7,5 ? 7,5 8               |

| 2. Коло 20. августа 2005. | 2. Коло 20. августа 2005.   | 2. Коло 20. августа 2005. | 2. Коло 20. августа 2005. | 2. Коло 20. августа 2005. |
| „А” ТИМ | „А” ТИМ                     |                           | „Б” ТИМ | „Б” ТИМ                   |
| --- | --------------------------- | ------------------------- | --- | ------------------------- |
| Марковић (Борац) Марковић (Локомотива) Ристовић (Палилулац) Ђоковић (Полицајац) Ступар (Ласта) Важић (ИМТ) Милић (Полицајац) Младеновић (Змај) Радановић (Милутинац) Јанковић (Локомотива) Кадовић (ГСП Полет) | 8 7,5 7 8,5 8 8,5 7,5 8 7,5 |                           | Ђорђевић (Братство) Лазаревић (Ласта) Стојановић (ГСП Полет) Алишах (Милутинац) Савић (Ласта) З. Карановић (Полицајац) Ноел (Полицајац) Бајрамовић (Милутинац) Минић (Локомотива) Крстић (ГСП Полет) ?? | 8 7,5 8,5 8 7,5 ?         |

| 3. Коло среда 24. августа 2005. | 3. Коло среда 24. августа 2005. | 3. Коло среда 24. августа 2005. | 3. Коло среда 24. августа 2005. | 3. Коло среда 24. августа 2005. |
| „А” ТИМ | „А” ТИМ                         |                                 | „Б” ТИМ | „Б” ТИМ                         |
| --- | ------------------------------- | ------------------------------- | --- | ------------------------------- |
| Зорић (Милутинац) Грујић (Полицајац) Аврамовић (Братство) Ристић (Палилулац) Никодијевић (ГСП Полет) Латиновић (Милутинац) М. Сушић (Борац) Марић (Полицајац) Иванишевић (Поштар) В. Павловић (Трудбеник) Ћосић (Велика Крсна) | 7,5 8 8,5 8 9                   |                                 | Барјактаревић (Велика Крсна) Алишах (Милутинац) Вељковић (Полицајац) Сали (Борац) Петровић (Борац) Серафимовић (Велика Крсна) В. Станковић (Борац) Исаиловић (Трудбеник) Радовановић (Милутинац) Д. Тодоровић (Змај) ?? | 7,5 ?                           |

| 4. Коло 27. августа 2005. | 4. Коло 27. августа 2005. | 4. Коло 27. августа 2005. | 4. Коло 27. августа 2005. | 4. Коло 27. августа 2005. |
| „А” ТИМ | „А” ТИМ                   |                           | „Б” ТИМ | „Б” ТИМ                   |
| --- | ------------------------- | ------------------------- | --- | ------------------------- |
| Јосимовић (Трудбеник) Аврамовић (Братство) Алишах (Милутинац) Мирковић (Ласта) В. Павловић (Трудбеник) Мијаиловић (Палилулац) Тупајић (Локомотива) В. Станковић (Борац) Филиповић (Турбина) Радовановић (Милутинац) Ћосић (Велика Крсна) | 7,5 8 7 8 7,5 8 9 7,5     |                           | Зорић (Милутинац) Мил. Сушић(Борац) Тресиглавић (Борац) Петровић (Братство) Лазаревић (Милутинац) Близнаковић (Палилулац) Делетић (БСК) Николић (Братство) Радивојевић (Поштар) Д. Стаменковић (Палилулац) Јанковић (Локомотива) | 7 7,5 8 7,5 7 7,5 7 7,5   |

| 5. Коло 4. септембра 2005. | 5. Коло 4. септембра 2005. | 5. Коло 4. септембра 2005. | 5. Коло 4. септембра 2005. | 5. Коло 4. септембра 2005. |
| „А” ТИМ | „А” ТИМ                    |                            | „Б” ТИМ | „Б” ТИМ                    |
| --- | -------------------------- | -------------------------- | --- | -------------------------- |
| Вејин (БСК) Алишах (Милутинац) Ми. Сушић (Борац) Јаковљевић (Поштар) Јанковић (Братство) Љ. Станковић (Борац) Лазић (ГСП Полет) Стојановић (В. Крсна) Бркљач (Шумадија) Радановић (Милутинац) Костић (Винча) | 8 7,5 8 8,5 8              |                            | Мишић (Борац) Тресиглавић (Борац) Благојевић (ИМТ) Серафимовић (Велика Крсна) Глођевић (Шумадија) Савић (Поштар) Јеремић (Турбина) Мијатовић (Шумадија) Бајић (Велика Крсна) Павловић (Борац) Андрејевић (Шумадија) | 7,5 7 7,5 8 7,5            |

| 6. Коло 14. септембра 2005. | 6. Коло 14. септембра 2005. | 6. Коло 14. септембра 2005. | 6. Коло 14. септембра 2005. | 6. Коло 14. септембра 2005. |
| „А” ТИМ | „А” ТИМ                     |                             | „Б” ТИМ | „Б” ТИМ                     |
| --- | --------------------------- | --------------------------- | --- | --------------------------- |
| Зорић (Милутинац) Богуновић (Трудбеник) Г. Стаменковић (Палилулац) Јаковљевић (Поштар) Савић (Поштар) Ђорђевић (ИМТ) Петровић (БСК) В. Павловић (Трудбеникј) Н. Павловић (Борац) Стојановић (Велика Крсна) Пандуревић (Шумадија) | 8 7 7,5 8 8,5 8 9 8         |                             | Кузмановић (Винча) Дубоњац (Шумадија) Шестић (Трудбеник) Јованов (Братство) Илић (Поштар) Шеган (Поштар) Бајић (Велика Крсна) В. Срећковић (Шумадија) Стојковић (Велика Крсна) Руњо (Трудбеник) Ћосић (Велика Крсна) | 8 7 7,5 8 7,5 8             |

| 7. Коло среда 14. септембра 2005. | 7. Коло среда 14. септембра 2005. | 7. Коло среда 14. септембра 2005. | 7. Коло среда 14. септембра 2005. | 7. Коло среда 14. септембра 2005. |
| „А” ТИМ | „А” ТИМ                           |                                   | „Б” ТИМ | „Б” ТИМ                           |
| --- | --------------------------------- | --------------------------------- | --- | --------------------------------- |
| Вуклиш (Змај) Г. Стојановић (ГСП Полет) Додић (Палилулац) Маринковић (Полицајац) Стевановић (Милутинац) Милошевић (Млади Обилић) Млађеновић (Змај) Павловић (Борац) Радивојевић (Поштар) Тупајић (Локомотива) Ритупер (Милутинац) | 7,5 7 8 7,5 7 8 ? 7,5             |                                   | Барјактаревић (Велика Крсна) Драговић (Милутинац) В. Јовановић (Змај) Путинчанин (Змај) Василић (Борац) Аврамовић (Братство) Стевановић (Милутинац) Марић (Полицајац) Сали (Борац) Иванишевић (Поштар) Мојовић (ГСП Полет) | 7,5 8 7,5 ?                       |

| 8. Коло 17. септембра 2005. | 8. Коло 17. септембра 2005. | 8. Коло 17. септембра 2005. | 8. Коло 17. септембра 2005. | 8. Коло 17. септембра 2005. |
| „А” ТИМ | „А” ТИМ                     |                             | „Б” ТИМ | „Б” ТИМ                     |
| --- | --------------------------- | --------------------------- | --- | --------------------------- |
| Н. Николић (ИМТ) Бркљач (Шумадија) Маринковић (Полицајац) Мијатовић (Шумадија) Кушић (Братство) Вукајловић (Поштар) Д. Стојановић (ГСП Полет) Радановић (Милутинац) Марић (Полицајац) Брошћанц (Палилулац) Ћосић (Велика Крсна) | 8 7,5 8 7,5 8               |                             | Зорић (Милутинац) Јованов (Братство) Близнаковић (Палилулац) Јаковљевић (Поштар) Ђорђевић (ГСП Полет) Ристић (Велика Крсна) З. Карановић (Полицајац) Вишњић (Шумадија) Тимић (Братство) Радивојевић (Поштар) Бајрамовић (Милутинац) | 7,5 7 7,5 8 7,5 8 7,5       |

| 9. Коло 24. септембра 2005. | 9. Коло 24. септембра 2005. | 9. Коло 24. септембра 2005. | 9. Коло 24. септембра 2005. | 9. Коло 24. септембра 2005. |
| „А” ТИМ | „А” ТИМ                     |                             | „Б” ТИМ | „Б” ТИМ                     |
| --- | --------------------------- | --------------------------- | --- | --------------------------- |
| Планић (Шумадија) Алишах (Милутинац) В. Јовановић (Змај) Бајић (Палилулац) Аврамовић (Братство) Папо (Борац) Николић (Братство) Радановић (Милутинац) Стојковић (Винча) Брошћанц (Палилулац) Петровић (БСК) | 8 7,5 8 7 7,5 8 9 8         |                             | Барјактаревић (Велика Крсна) Обрић (БСК) Сапунџић (Винча) Катић (БСК) Савић (Поштар) Јанковић (Змај) Лутовац (Палилулац) Добрић (Палилулац) Бајрамовић (Милутинац) Тимић (Братство) Исидоровић (Змај) | 7,5                         |

| 10. Коло 2. октобра 2005. | 10. Коло 2. октобра 2005. | 10. Коло 2. октобра 2005. | 10. Коло 2. октобра 2005. | 10. Коло 2. октобра 2005. |
| „А” ТИМ | „А” ТИМ                   |                           | „Б” ТИМ | „Б” ТИМ                   |
| --- | ------------------------- | ------------------------- | --- | ------------------------- |
| Бирчевић (Турбина) В. Јовановић (Змај) Пријовић (Трудбеник) Новаковић (БСК) Вукајловић (Поштар) Николић (Братство) Маринковић (Шумадија) Филиповић (БСК) Исидоровић (Змај) Брошћанц (Палилулац) Димов (Борац) | 8 7,5 8 7,5 8             |                           | Д. Марковић (ГСП Полет) Бајић (Палилулац) Јанићијевић (Трудбеник) Близнаковић (Палилулац) Љубеновић (Братство) Обрић (БСК) Бањац (Братство) А. Голубовић (Змај) Радичевић (БСК) Млађеновић (Змај) Гавриловић (Палилулац) | 7,5 8 7,5 8               |

| 11. Коло 8. октобра 2005. | 11. Коло 8. октобра 2005. | 11. Коло 8. октобра 2005. | 11. Коло 8. октобра 2005. | 11. Коло 8. октобра 2005. |
| „А” ТИМ | „А” ТИМ                   |                           | „Б” ТИМ | „Б” ТИМ                   |
| --- | ------------------------- | ------------------------- | --- | ------------------------- |
| Зорић (Милутинац) Арамбашић (БСК) Вуковић (Палилулац) Добрић (Палилулац) Обрић (БСК) Вукајловић (Поштар) Панић (Локомотива) Ковачевић (Винча) Вишњић (ГСП Полет) П. Николић (ИМТ) Ритупер (Милутинац) | 7,5 9 8 8,5 8 8,5 8       |                           | Граховац (Винча) Буњац (БСК) Благојевић (ИМТ) Катић (БСК) Лазаревић (Милутинац) Тодоровић (Локомотива) Новаковић (БСК) Вујовић (ИМТ) Радичевић (БСК) Ковачевић (БСК) Трајчески (Млади Обилић) | 7,5 7 7,5 8 7,5 8 7,5     |

| 12. Коло 15. октобра 2005. | 12. Коло 15. октобра 2005. | 12. Коло 15. октобра 2005. | 12. Коло 15. октобра 2005. | 12. Коло 15. октобра 2005. |
| „А” ТИМ | „А” ТИМ                    |                            | „Б” ТИМ | „Б” ТИМ                    |
| --- | -------------------------- | -------------------------- | --- | -------------------------- |
| Барјактаревић (Велика Крсна) Максимовић (Локомотива) Мијаиловић (Винча) Близнаковић (Палилулац) Аврамовић (Братство) Тодоровић (Локомотива) Костић (Винча) Павловић (Борац) Пражић (Полицајац) Бањац (Братство) Митковић (Змај) | 7,5 7 7,5 8 8,5            |                            | Чичаревић (Змај) Грујић (Полицајац) Ми. Сушић (Борац) Гојаковић (Локомотива) Војиновић (Винча) А. Голубовић (Змај) Тимић (Братство) Панић (Локомотива) Јокић (Полицајац) Милановић (Винча) Марић (Полицајац) | 7,5 8                      |

| 13. Коло 22. октобра 2005. | 13. Коло 22. октобра 2005. | 13. Коло 22. октобра 2005. | 13. Коло 22. октобра 2005. | 13. Коло 22. октобра 2005. |
| „А” ТИМ | „А” ТИМ                    |                            | „Б” ТИМ | „Б” ТИМ                    |
| --- | -------------------------- | -------------------------- | --- | -------------------------- |
| Марковић (Млади Обилић) Грбић (Локомотива) Вуковић (Палилулац) Митровић (ГСП Полет) Наумовски (Шумадија) Вукајловић (Поштар) Марић (Полицајац) Стојановић (Велика Крсна) Гавриловић (Палилулац) Панић (Локомотива) Вујовић (ИМТ) | 7,5 8 7,5 8,5 ? 8 8,5 9 8  |                            | Планић (Шумадија) Радојковић (Шумадија) Алексић (Милутинац) Ђорђевић (ИМТ) Бајић (Велика Крсна) Тодоровић (Локомотива) Н. Николић (ИМТ) Властић (Велика Крсна) Брошћанц (Палилулац) Радивојевић (Поштар) Миливојевић (Локомотива) | 7,5 7 8 7,5 8 7,5          |

| 14. Коло 29. октобра 2005. | 14. Коло 29. октобра 2005. | 14. Коло 29. октобра 2005. | 14. Коло 29. октобра 2005. | 14. Коло 29. октобра 2005. |
| „А” ТИМ | „А” ТИМ                    |                            | „Б” ТИМ | „Б” ТИМ                    |
| --- | -------------------------- | -------------------------- | --- | -------------------------- |
| Богдановић (Шумадија) Јованов (Братство) Ристовић (Палилулац) Сапунџић (Винча) Иванчевић (Змај) Карановић (Полицајац) Крстић (Поштар) Вујовић (ИМТ) Павловић (Тудбеник) Д Стаменковић (Палилулац) Антоијевћ (Ласта) | 7,5 9 7,5 8 8,5 8          |                            | Радојевић (Палилулац) Лазаревић (Ласта) В. Јовановић (Змај) Аврамовић (Братство) Вукајловић (Поштар) Николић (Братство) Стојић (ИМТ) Стојковић (Винча) Ђорђеви (Ласта) Љубеновић (Братство) Славујевић (Братство) | 7 7,5 8 7,5                |

| 15. Коло 5. новембра 2005. | 15. Коло 5. новембра 2005. | 15. Коло 5. новембра 2005. | 15. Коло 5. новембра 2005. | 15. Коло 5. новембра 2005. |
| „А” ТИМ | „А” ТИМ                    |                            | „Б” ТИМ | „Б” ТИМ                    |
| --- | -------------------------- | -------------------------- | --- | -------------------------- |
| Кузмић (Ласта) Арамбашић (БСК) Ђорђевић (ИМТ) Бањац (Братство) Вукајловић (Поштар) Благојевић (ИМТ) Милованкић (Поштар) Ритупер (Милутинац) Димов (Борац) Брошћанц (Палилулац) Радичевић (БСК) | 8 7,5 8 7,5 8 7,5 8        |                            | Митровић (Млади Обилић) Секулић (Милутинац) Оташевић (ИМТ) Обрић (БСК) Важић (ИМТ) Пајић (Ласта) Ивановић (Братство) Видовић (ИМТ) Славујевић (Братство) Гавриловић (Палилулац) Петровић (БСК) | 7,5 7 7,5                  |

| 16. Коло 12. новембар 2005. | 16. Коло 12. новембар 2005. | 16. Коло 12. новембар 2005. | 16. Коло 12. новембар 2005. | 16. Коло 12. новембар 2005. |
| „А” ТИМ | „А” ТИМ                     |                             | „Б” ТИМ | „Б” ТИМ                     |
| --- | --------------------------- | --------------------------- | --- | --------------------------- |
| Радојевић (Палилулац) Николић (Братство) Илић (Турбина) Аврамовић (Братство) Тимић (Братство) Бркљач (Шумадија) Стојковић (Велика Крсна) Мишић (Поштар) Радичевић (БСК) Д. Митровић (Турбина) Ћосић (Велика Крсна) | 8 7,5 8 9 8                 |                             | Д. Марковић (ГСП Полет) Јованов (Братство) Поповић (Турбина) Јовановић (Братство) Вукајловић (Поштар) Здравић (Братство) Пандуревић (Шумадија) Ковачевић (БСК) Делетић (БСК) Панић (Локомотива) Стојић (ИМТ) | 7,5 8 7,5 8 7,5 7           |

| 17. Коло 19. новембар 2005. | 17. Коло 19. новембар 2005. | 17. Коло 19. новембар 2005. | 17. Коло 19. новембар 2005. | 17. Коло 19. новембар 2005. |
| „А” ТИМ | „А” ТИМ                     |                             | „Б” ТИМ | „Б” ТИМ                     |
| --- | --------------------------- | --------------------------- | --- | --------------------------- |
| Ђорђевић (Братство) Ристановић (ИМТ) Станковић (БСК) Тимић (Братство) Г. Карановић (Полицајац) Мијатовић (Шумадија) Радановић (Полицајац) Добрић (Палилулац) Радичевић (БСК) Димов (Борац) Вишњић (ГСП Полет) | 7 8 8,5 8 9 8,5 8           |                             | Мишић (Борац) Новаковић (БСК) Симоновић (Борац) Ђорђевић (ИМТ) Важић (ИМТ) Обрић (БСК) Јеремић (Борац) Елмази (ГСП Полет) Ковачевић (БСК) Пандуревић (Шумадија) ?? | 7 8 7,5 8 7,5 8 7,5 ?       |

| ПРОЛЕЋНИ ДЕО ПРВЕНСТВА |
| ---------------------- |

| 18. Коло среда 22. марта 2006. | 18. Коло среда 22. марта 2006. | 18. Коло среда 22. марта 2006. | 18. Коло среда 22. марта 2006. | 18. Коло среда 22. марта 2006. |
| „А” ТИМ | „А” ТИМ                        |                                | „Б” ТИМ | „Б” ТИМ                        |
| --- | ------------------------------ | ------------------------------ | --- | ------------------------------ |
| Барјактаревић (Велика Крсна) Ђурђевић (Турбина) Илић (Турбина) Ђушић (Локомотива) Лакићевић (Шумадија) Сушић (Борац) Стефановић (Велика Крсна) Вујовић (ИМТ) Радичевић (Милутинац) Брошћанц (Палилулац) Ковачевић (БСК) | 7,5 8 8,5 8 7,5                |                                | Д. Петровић (Трудбеник) Новаковић (Милутинац) Ристовић (Палилулац) Вуковић (Милутинац) Јандрић (ИМТ) В. Станковић (Борац) Гостиљац (Милутинац) Џановић (Трудбеник) В. Срећковић (Шумадија) Бајрамовић (Милутинац) Ћосић (Велика Крсна) | 7,5 7 7,5 7 7,5 7 7,5          |

| 19. Коло 26. марта 2006. | 19. Коло 26. марта 2006. | 19. Коло 26. марта 2006. | 19. Коло 26. марта 2006. | 19. Коло 26. марта 2006. |
| „А” ТИМ | „А” ТИМ                  |                          | „Б” ТИМ | „Б” ТИМ                  |
| --- | ------------------------ | ------------------------ | --- | ------------------------ |
| Ђорђевић (Братство) Доброта (Змај) Томић (Млади Обилић) Иванчевић (Змај) Руњо (Трудбеник) Лазић (Турбина) Стојковић (Винча) Брошћанц (Палилулац) Брдаревић (Млади Обилић) Гавриловић (Палилулац) Ђорђевић (Ласта) | 8 7,5 8 7,5 8 8,5 8 7,5  |                          | Вејин (БСК) Јојић (Борац) Црнојевић (Млади Обилић) Лутовац (Палилулац) Андрејевић (Шумадија) В. Јовановић (Змај) Здравић (Братство) Јеремић (Турбина) А. Голубовић (Змај) Радановић (Милутинац) Ристић (Млади Обилић) | 7,5 7 7,5 7              |

| 20. Коло среда 29. марта 2006. | 20. Коло среда 29. марта 2006. | 20. Коло среда 29. марта 2006. | 20. Коло среда 29. марта 2006. | 20. Коло среда 29. марта 2006. |
| „А” ТИМ | „А” ТИМ                        |                                | „Б” ТИМ | „Б” ТИМ                        |
| --- | ------------------------------ | ------------------------------ | --- | ------------------------------ |
| Н. Николић (ИМТ) Јованов (Братство) Лазић (Турбина) Микић (Локомотива) Аврамовић (Братство) Ристовић (Палилулац) Руњо (Трудбеник) Симић (Ласта) Бајрамовић (Милутинац) Стојановић (Винча) Бањац (Братство) | 8 7 7,5 8 7,5 8 7,5            |                                | Д. Марковић (ГСП Полет) Јовановић (Локомотива) Вуковић (Милутинац) Марковић (Трудбеник) Лутовац (Палилулац) Здравић (Братство) Татомир (Трудбеник) Николић (Братство) Тимић (Братство) Димов (Локомотива) Стојковић (Винча) | 8 7 7,5 7 7,5 7                |

| 21. Коло 2. априла 2006. | 21. Коло 2. априла 2006.    | 21. Коло 2. априла 2006. | 21. Коло 2. априла 2006. | 21. Коло 2. априла 2006. |
| „А” ТИМ | „А” ТИМ                     |                          | „Б” ТИМ | „Б” ТИМ                  |
| --- | --------------------------- | ------------------------ | --- | ------------------------ |
| Тошић (Млади Обилић) Стеванчевић (Шумадија) Росић (Полицајац) Илић (Турбина) М. Марковић (ГСП Полет) Иванчевић (Змај) Лалевић (Винча) Гостиљац (Милутинац) Мишић (Поштар) Лакићевић (Шумадија) Марић (Полицајац) | 8,5 7,5 8 8,5 8 8,5 8 9 8 9 |                          | Д. Марковић (ГСП Полет) Накић (Полицајац) Савић (Поштар) Црнојевић (Млади Обилић) Наумовски (Шумадија) Андрејевић (Шумадија) Јеремић (Турбина) Могуш (Полицајац) Пражић (Полицајац) З. Карановић (Полицајац) Ристић (Млади Обилић) | 7,5 8 7,5 8              |

| 22. Коло 8. априла 2006. | 22. Коло 8. априла 2006. | 22. Коло 8. априла 2006. | 22. Коло 8. априла 2006. | 22. Коло 8. априла 2006.    |
| „А” ТИМ | „А” ТИМ                  |                          | „Б” ТИМ | „Б” ТИМ                     |
| --- | ------------------------ | ------------------------ | --- | --------------------------- |
| Д. Петровић (Трудбеник) Марковић (Локомотива) Павловић (Палилулац) Максимовић (Палилулац) Ристановић (ИМТ) Тресиглавић (Борац) Каличанин (Турбина) Кнежевић (Трудбеник) Столић (Братство) Добрашиновић (Локомотива) Добрић (Палилулац) | 8,5 8 7,5 8 8,5          |                          | Радојевић (Палилулац) Вуковић (Палилулац) Јованов (Братство) Жарковић (Винча) Вилотић (Локомотива) Лутовац (Палилулац) Вујошевић (Братство) Стојковић (В. Крсна) Шимичић (Трудбеник) Ћосић (Велика Крсна) Миливојевић (Локомотива) | 7,5 8 7,5 7,6 8 7,5 8 7,5 8 |

| 24. Коло 16. априла 2006. ТРЕБА | 24. Коло 16. априла 2006. ТРЕБА | 24. Коло 16. априла 2006. ТРЕБА | 24. Коло 16. априла 2006. ТРЕБА | 24. Коло 16. априла 2006. ТРЕБА |
| „А” ТИМ | „А” ТИМ                         |                                 | „Б” ТИМ | „Б” ТИМ                         |
| --- | ------------------------------- | ------------------------------- | --- | ------------------------------- |
| Н. Николић (ИМТ) Вучковић (Милутинац) Андрејевић (Шумадија) Вуковић (Милутинац) Жарковић (Винча) Вилотић (Локомотива) Мићвић (Ласта) Каличанин (Турбина) Столић (Братство) Радановић (Милутинац) Лакићевић (Шумадија) | 8 7,5 8,5 ? 8 9 8,5             |                                 | Д. Марковић (ГСП Полет) Стеванчевић (Шумадија) Црнчевић (Милутинац) Илић (Турбина) Наумовски (Шумадија) Ступар (ГСП Полет) Миливојевић (Локомотива) Гостиљац (Милутинац) Димов (Борац) Радичевић (Милутинац) Тимић (Братство) | 8 7,5 8 7,5 8 7,5 8             |

| 25. Коло 22. априла 2006. | 25. Коло 22. априла 2006. | 25. Коло 22. априла 2006. | 25. Коло 22. априла 2006. | 25. Коло 22. априла 2006. |
| „А” ТИМ | „А” ТИМ                   |                           | „Б” ТИМ | „Б” ТИМ                   |
| --- | ------------------------- | ------------------------- | --- | ------------------------- |
| Петров (Млади Обилић) Томић (Млади Обилић) Лутовац (Палилулац) Радановић (Милутинац) Црнојевић (Млади Обилић) Павловић (Велика Крсна) Димов (Борац) Добрић (Палилулац) Стојковић (Винча) Срнић (Локомотива) Ристић (Млади Обилић) | 7,5 8 ? 8                 |                           | Граховац (Винча) Павловић (Палилулац) Момић (ГСП Полет) Јојић (Борац) Савић (Поштар) Васић (Винча) Димитријевић (Млади Обилић) Костић (Винча) Мишић (Поштар) Милић (Палилулац) Ђорђевић (Ласта) | 7,5 7 7,5 7               |

| 27. Коло 3. маја 2006. | 27. Коло 3. маја 2006. | 27. Коло 3. маја 2006. | 27. Коло 3. маја 2006. | 27. Коло 3. маја 2006. |
| „А” ТИМ | „А” ТИМ                |                        | „Б” ТИМ | „Б” ТИМ                |
| --- | ---------------------- | ---------------------- | --- | ---------------------- |
| Ђорђевић (Братство) Јованов (Братство) Курчубић (Поштар) Митковић (Змај) Илић (Турбина) Јокановић (ГСП Полет) Џановић (Трудбеник) Добрић (Палилулац) Петровић (БСК) Б. Бељић (Турбина) Ристић (Млади Обилић) | 8 7,5 8 7,5 8 8,5 8    |                        | Тошић (Млади Обилић) Јовановић (Млади Обилић) Лутовац (Палилулац) Кушић (Братство) Јанковић (Змај) Ћапин (Палилулац) Јеремић (Турбина) Шеган (Поштар) Лазић (Турбина) Ковачевић (БСК) Петковић (Змај) | 7,5 8 7,5              |

| 28. Коло 7. маја 2006. | 28. Коло 7. маја 2006. | 28. Коло 7. маја 2006. | 28. Коло 7. маја 2006. | 28. Коло 7. маја 2006. |
| „А” ТИМ | „А” ТИМ                |                        | „Б” ТИМ | „Б” ТИМ                |
| --- | ---------------------- | ---------------------- | --- | ---------------------- |
| Д. Петровић (Трудбеник) Ћапин (Палилулац) М. Тодоровић (Змај) Маринковић (Шумадија) Илић (Турбина) Бањац (Братство) Гостиљац (Милутинац) Јеремић (Турбина) Брдаревић (Млади Обилић) Стефановић (Велика Крсна) Антонијевић (Ласта) | 7,5 8 7,5 8 7,5        |                        | Тошић (Млади Обилић) Доброта (Змај) Јовановић (Млади Обилић) Аврамовић (Братство) Иванчевић (Змај) Здравић (Братство) Д. Тодоровић (Змај) Стојковић (Велика Крсна) Столић (Братство) Радичевић (Милутинац) Вујошевић (Братство) | 7,5 7 7,5 8 7,5 7      |

| 29. Коло 14. маја 2006. | 29. Коло 14. маја 2006. | 29. Коло 14. маја 2006. | 29. Коло 14. маја 2006. | 29. Коло 14. маја 2006. |
| „А” ТИМ | „А” ТИМ                 |                         | „Б” ТИМ | „Б” ТИМ                 |
| --- | ----------------------- | ----------------------- | --- | ----------------------- |
| Н. Николић (ИМТ) Стефановић (Трудбеник) Јездимировић (Змај) В Станковић (Борац) Ђурђевић (Турбина) Гавриловић (Палилулац) Џановић (Трудбеник) Б. Бењић (Трудбеник) Пражић (Полицајац) Стојић (ИМТ) Радичевић (Милутинац) | 7,5 8 7,5 8             |                         | Чичаревић (Змај) Марковић (Трудбеник) Максимовић (Палилулац) Симић (ИМТ) Вуковић (Палилулац) Лакетић (Борац) Каличанин (Турбина) Добрић (Палилулац) Стојковић (Винча) Ристовски (Турбина) Јеремић (Турбина) | 7 7,5 8                 |

| 30. Коло 20. маја 2006. | 30. Коло 20. маја 2006. | 30. Коло 20. маја 2006. | 30. Коло 20. маја 2006. | 30. Коло 20. маја 2006. |
| „А” ТИМ | „А” ТИМ                 |                         | „Б” ТИМ | „Б” ТИМ                 |
| --- | ----------------------- | ----------------------- | --- | ----------------------- |
| Лукић (Ласта) Владичић (Винча) Савић (Турбина) Иванчевић (Змај) Жарковић (Винча) Татомир (Трудбеник) З. Карановић (Полицајац) Б. Бељић (Турбина) Брошћанц (Палилулац) В. Станковић (Борац) Ковачевић (БСК) | 7,5 8 8,5 8 9 7,5 8     |                         | Вејин (БСК) Симић (Змај) Симеуновић (Борац) Илић (Турбина) Ђурђевић (Турбина) Јеремић (Турбина) Руњо (Трудбеник) Стојковић (Винча) Петровић (БСК) С. Петровић (Полицајац) ?? | 7,5 8 8,5 7,5 ?         |

| 31. Коло среда 24. маја 2006. | 31. Коло среда 24. маја 2006. | 31. Коло среда 24. маја 2006. | 31. Коло среда 24. маја 2006. | 31. Коло среда 24. маја 2006. |
| „А” ТИМ | „А” ТИМ                       |                               | „Б” ТИМ | „Б” ТИМ                       |
| --- | ----------------------------- | ----------------------------- | --- | ----------------------------- |
| Д. Марковић (ГСП Полет) Лончар (ИМТ) Ристовић (Палилулац) Иванчевић (Змај) Лазић (Турбина) Чичић (Млади Обилић) Могуш (Полицајац) Стојковић (Велика Крсна) Тодоровић (Локомотива) Вујовић (ИМТ) Ћосић (Велика Крсна) | ?? 7,5 8 7,5 8                |                               | Чичаревић (Змај) Ћапин (Палилулац) Црнојевић (Млади Обилић) Допуђ (Турбина) Стефановић (Велика Крсна) Николов (ИМТ) Срнић (Локомотива) Каличанин (Турбина) Павловић (Палилулац) Стојић (ИМТ) Брошћанц (Палилулац) | 7,5 7 7,5                     |

| 32. Коло 27. маја 2006. | 32. Коло 27. маја 2006. | 32. Коло 27. маја 2006. | 32. Коло 27. маја 2006. | 32. Коло 27. маја 2006. |
| „А” ТИМ | „А” ТИМ                 |                         | „Б” ТИМ | „Б” ТИМ                 |
| --- | ----------------------- | ----------------------- | --- | ----------------------- |
| Ђелов (Поштар) Савић (Турбина) Марјановић (Братство) Катић (БСК) Важић (ИМТ) Наумовски (Шумадија) П. Стојановић (Винча) Пријовић (Трудбеник) Јеремић (Турбина) Ивановић (Братство) Станковић (Локомотива) | 8 7,5 7 8 7,5 7 8 7,5   |                         | Стефановић (Турбина) Николић (Локомотива) Јаковљевић (Поштар) Шимичић (Трудбеник) Илић (Турбина) Жарковић (Винча) Видовић (ИМТ) Шеган (Поштар) Б. Бељић (Турбина) Вујовић (ИМТ) Грчић (Турбина) | 7,5 7 7,5 7 8 7 7,5     |

| 33. Коло 3. јуна 2006. | 33. Коло 3. јуна 2006. | 33. Коло 3. јуна 2006. | 33. Коло 3. јуна 2006. | 33. Коло 3. јуна 2006. |
| „А” ТИМ | „А” ТИМ                |                        | „Б” ТИМ | „Б” ТИМ                |
| --- | ---------------------- | ---------------------- | --- | ---------------------- |
| Планић (Шумадија) Новаковић (БСК) Савић (Турбина) Крстић (ГСП Полет) Важић (ИМТ) Јандрић (ИМТ) Јеремић (Турбина) Ковачевић (БСК) Џановић (Трудбеник) Радичевић (Милутинац) Ћосић (Велика Крсна) | 8 7,5 9 8 8,           |                        | Д. Петровић (Трудбеник) Алишах (Милутинац) Глигоријевић (БСК) Илић (Турбина) Катић (БСК) Допуђ (Турбина) Б. Бељић (Турбина) Петровић (Полицајац) Стојковић (Велика Крсан) Перовић (Трудбеник) Петровић (БСК) | 7,5 7 8 7 8            |

| 34. Коло 10. јуна 2006. | 34. Коло 10. јуна 2006. | 34. Коло 10. јуна 2006. | 34. Коло 10. јуна 2006. | 34. Коло 10. јуна 2006. |
| „А” ТИМ | „А” ТИМ                 |                         | „Б” ТИМ | „Б” ТИМ                 |
| --- | ----------------------- | ----------------------- | --- | ----------------------- |
| Стефановић (Турбина) Шћекић (Млади Обилић) Лазић (Турбина) Димитријевић (Млади Обилић) Ђурђевић (Турбина) Иванчевић (Змај) Јеремић (Турбина) Ковачевић (БСК) Б. Бељић (Турбина) Јанковић (Локомотива) Ћосић (Велика Крсна) | 7,5 8 8,5 8 9 8         |                         | Томанић (Локомотива) Јовановић (Млади Обилић) Јездимировић (Млади Обилић) Илић (Турбина) Грбавац (Млади Обилић) Допуђ (Турбина) С. Маринковић (Полицајац) Перовић (Трудбеник) Брдаревић (Млади Обилић) З. Карановић (Полицајац) Лакићевић (Шумадија) | 7,5 7 8 7,5 8           |

| Легенда: — Играч кола |
| --------------------- |

## Број играча за „Тим кола” по клубовима
| #   | Клуб | Клуб                       | „А” | Играч кола | „Б” | „∑” |
| --- | ---- | -------------------------- | --- | ---------- | --- | --- |
| 1.  |      | Винча, Винча               | 15  |            | 16  | 31  |
| 2.  |      | Борац, Остружница          | 17  |            | 20  | 37  |
| 3.  |      | Турбина, Вреоци            | 28  | 3          | 24  | 52  |
| 4.  |      | Змај Земун                 | 17  |            | 20  | 37  |
| 5.  |      | Шумадија, Јагњило          | 19  |            | 19  | 38  |
| 6.  |      | Поштар, Београд            | 17  |            | 18  | 35  |
| 7.  |      | Милутинац, Земун           | 27  | 2          | 24  | 51  |
| 8.  |      | ГСП Полет, Београд         | 12  |            | 12  | 24  |
| 9.  |      | Полицајац, Београд         | 18  |            | 16  | 34  |
| 10. |      | Локомотива, Железник       | 19  |            | 19  | 38  |
| 11. |      | Трудбеник, Београд         | 19  | 1          | 15  | 34  |
| 12. |      | Млади Обилић, Београд      | 14  | 1          | 15  | 29  |
| 13. |      | Ласта, Сремчица            | 10  |            | 5   | 15  |
| 14. |      | ИМТ, Нови Београд          | 20  |            | 15  | 35  |
| 15. |      | Братство, Крњача           | 30  | 2          | 33  | 63  |
| 16. |      | БСК, Батајница             | 19  | 1          | 22  | 41  |
| 17. |      | Палилулац Крњача, Београд  | 33  | 1          | 26  | 59  |
| 18. |      | Велика Крсна, Велика Крсна | 17  | 2          | 18  | 35  |

## Играчи који су били у тиму кола по клубовима
267 различитих играча се нашло у „А” и „Б” тиму кола, просек по клубу 15 играча.
Из Локомотиве, Железник 21 различитих играча се нашло у „А” и „Б”-е тиму кола.
Из Турбине, Вреоци 3 играча је проглашено за играча кола.
Најбољи фудбалер и голгетер Београдске зоне Данило Радичевић из фудбалског клуба Милутинца, Земун 3 пута се нашао у „А” тиму кола, два пута „Б” тиму кола.
| Винча, Винча | Винча, Винча  | Винча, Винча | Винча, Винча | Винча, Винча | Винча, Винча |
| #            | Играч         | „А”          | Играч кола   | „Б”          | „∑”          |
| ------------ | ------------- | ------------ | ------------ | ------------ | ------------ |
| 1.           | Владичић      | 1            |              | 1            | 2            |
| 2.           | Жарковић      | 2            |              | 2            | 4            |
| 3.           | Ковачевић     | 1            |              |              | 1            |
| 4.           | Костић        | 2            |              | 1            | 3            |
| 5.           | Лалевић       | 1            |              |              | 1            |
| 6.           | Мијаиловић    | 1            |              |              | 1            |
| 7.           | Милановић     | 1            |              | 1            | 2            |
| 8.           | П. Стојановић | 5            |              |              | 5            |
| 9.           | Сапунџић      | 1            |              | 1            | 2            |
| 10.          | Васић         |              |              | 1            | 1            |
| 11.          | Војиновић     |              |              | 1            | 1            |
| 12.          | Граховац      |              |              | 2            | 2            |
| 13.          | Ђорђевић      |              |              | 1            | 1            |
| 14.          | Кузмановић    |              |              | 1            | 1            |
| 15.          | Стојковић     |              |              | 4            | 4            |
| Укупно:      | Укупно:       | 15           |              | 16           | 31           |

| Борац, Остружница | Борац, Остружница | Борац, Остружница | Борац, Остружница | Борац, Остружница | Борац, Остружница |
| #                 | Играч             | „А”               | Играч кола        | „Б”               | „∑”               |
| ----------------- | ----------------- | ----------------- | ----------------- | ----------------- | ----------------- |
| 1.                | Марковић          | 1                 |                   |                   | 1                 |
| 2.                | В Станковић       | 3                 |                   | 2                 | 5                 |
| 3.                | Димов             | 4                 |                   | 1                 | 5                 |
| 4.                | Љ. Станковић      | 1                 |                   |                   | 1                 |
| 5.                | Ми. Сушић         | 3                 |                   | 2                 | 5                 |
| 6.                | Н. Павловић       | 3                 |                   | 1                 | 4                 |
| 7.                | Папо              | 1                 |                   |                   | 1                 |
| 8.                | Тресиглавић       | 1                 |                   | 2                 | 3                 |
| 9.                | Симоновић         |                   |                   | 1                 | 1                 |
| 10.               | Симеуновић        |                   |                   | 1                 | 1                 |
| 11.               | Сали              |                   |                   | 2                 | 2                 |
| 12.               | Петровић          |                   |                   | 1                 | 1                 |
| 13.               | Мишић             |                   |                   | 2                 | 2                 |
| 14.               | Лакетић           |                   |                   | 1                 | 1                 |
| 15.               | Јојић             |                   |                   | 2                 | 2                 |
| 16.               | Јеремић           |                   |                   | 1                 | 1                 |
| 17.               | Василић           |                   |                   | 1                 | 1                 |
| Укупно:           | Укупно:           | 17                |                   | 20                | 37                |

| Турбина, Вреоци | Турбина, Вреоци | Турбина, Вреоци | Турбина, Вреоци | Турбина, Вреоци | Турбина, Вреоци |
| #               | Играч           | „А”             | Играч кола      | „Б”             | „∑”             |
| --------------- | --------------- | --------------- | --------------- | --------------- | --------------- |
| 1.              | Б. Бељић        | 3               | 2               | 2               | 5               |
| 2.              | Бирчевић        | 1               |                 |                 | 1               |
| 3.              | Д. Митровић     | 1               |                 |                 | 1               |
| 4.              | Ђурђевић        | 3               |                 | 1               | 4               |
| 5.              | Илић            | 5               |                 | 5               | 10              |
| 6.              | Јеремић         | 4               | 1               | 6               | 10              |
| 7.              | Каличанин       | 2               |                 | 2               | 4               |
| 8.              | Лазић           | 4               |                 | 1               | 5               |
| 9.              | Савић           | 3               |                 |                 | 3               |
| 10.             | Стефановић      | 1               |                 | 1               | 2               |
| 11.             | Филиповић       | 1               |                 |                 | 1               |
| 12.             | Грчић           |                 |                 | 1               | 1               |
| 13.             | Допуђ           |                 |                 | 3               | 3               |
| 14.             | Поповић         |                 |                 | 1               | 1               |
| 15.             | Ристовски       |                 |                 | 1               | 1               |
| Укупно:         | Укупно:         | 28              | 3               | 24              | 52              |

| Змај Земун | Змај Земун   | Змај Земун | Змај Земун | Змај Земун | Змај Земун |
| #          | Играч        | „А”        | Играч кола | „Б”        | „∑”        |
| ---------- | ------------ | ---------- | ---------- | ---------- | ---------- |
| 1.         | Вуклиш       | 1          |            |            | 1          |
| 2.         | Доброта      | 1          |            | 1          | 2          |
| 3.         | Иванчевић    | 6          |            | 1          | 7          |
| 4.         | Исидоровић   | 1          |            | 1          | 2          |
| 5.         | Јездимировић | 1          |            |            | 1          |
| 6.         | В. Јовановић | 2          |            | 3          | 5          |
| 7.         | М. Тодоровић | 1          |            |            | 1          |
| 8.         | Митковић     | 2          |            |            | 2          |
| 9.         | Младеновић   | 1          |            |            | 1          |
| 10.        | Млађеновић   | 1          |            | 1          | 2          |
| 11.        | А. Голубовић |            |            | 3          | 3          |
| 12.        | Д. Тодоровић |            |            | 2          | 2          |
| 13.        | Јанковић     |            |            | 2          | 2          |
| 14.        | Петковић     |            |            | 1          | 1          |
| 15.        | Путинчанин   |            |            | 1          | 1          |
| 16.        | Симић        |            |            | 1          | 1          |
| 17.        | Чичаревић    |            |            | 3          | 3          |
| Укупно:    | Укупно:      | 17         |            | 20         | 37         |

| Шумадија, Јагњило | Шумадија, Јагњило | Шумадија, Јагњило | Шумадија, Јагњило | Шумадија, Јагњило | Шумадија, Јагњило |
| #                 | Играч             | „А”               | Играч кола        | „Б”               | „∑”               |
| ----------------- | ----------------- | ----------------- | ----------------- | ----------------- | ----------------- |
| 1.                | Андрејевић        | 1                 |                   | 3                 | 4                 |
| 2.                | Богдановић        | 1                 |                   | 1                 | 2                 |
| 3.                | Бркљач            | 3                 |                   |                   | 3                 |
| 4.                | Лакићевић         | 3                 |                   | 1                 | 4                 |
| 5.                | Маринковић        | 2                 |                   |                   | 2                 |
| 6.                | Мијатовић         | 2                 |                   | 2                 | 4                 |
| 7.                | Наумовски         | 2                 |                   | 2                 | 4                 |
| 8.                | Пандуревић        | 1                 |                   | 2                 | 3                 |
| 9.                | Планић            | 2                 |                   | 1                 | 3                 |
| 10.               | В. Срећковић      | 1                 |                   | 2                 | 3                 |
| 11.               | Стеванчевић       | 1                 |                   | 1                 | 2                 |
| 12.               | Вишњић            |                   |                   | 1                 | 1                 |
| 13.               | Глођевић          |                   |                   | 1                 | 1                 |
| 14.               | Дубоњац           |                   |                   | 1                 | 1                 |
| 15.               | Радојковић        |                   |                   | 1                 | 1                 |
| Укупно:           | Укупно:           | 19                |                   | 19                | 38                |

| Поштар, Београд | Поштар, Београд | Поштар, Београд | Поштар, Београд | Поштар, Београд | Поштар, Београд |
| #               | Играч           | „А”             | Играч кола      | „Б”             | „∑”             |
| --------------- | --------------- | --------------- | --------------- | --------------- | --------------- |
| 1.              | Вукајловић      | 5               |                 | 2               | 7               |
| 2.              | Ђелов           | 1               |                 |                 | 1               |
| 3.              | Иванишевић      | 1               |                 | 1               | 2               |
| 4.              | Јаковљевић      | 3               |                 | 2               | 5               |
| 5.              | Крстић          | 1               |                 |                 | 1               |
| 6.              | Курчубић        | 1               |                 |                 | 1               |
| 7.              | Милованкић      | 1               |                 |                 | 1               |
| 8.              | Мишић           | 2               |                 | 1               | 3               |
| 9.              | Радивојевић     | 1               |                 | 3               | 4               |
| 10.             | Савић           | 1               |                 | 5               | 6               |
| 11.             | Илић            |                 |                 | 1               | 1               |
| 12.             | Шеган           |                 |                 | 3               | 3               |
| Укупно:         | Укупно:         | 17              |                 | 18              | 35              |

| Полицајац, Београд | Полицајац, Београд | Полицајац, Београд | Полицајац, Београд | Полицајац, Београд | Полицајац, Београд |
| #                  | Играч              | „А”                | Играч кола         | „Б”                | „∑”                |
| ------------------ | ------------------ | ------------------ | ------------------ | ------------------ | ------------------ |
| 1.                 | Г. Карановић       | 2                  |                    |                    | 2                  |
| 2.                 | Грујић             | 1                  |                    | 1                  | 2                  |
| 3.                 | Ђоковић            | 1                  |                    |                    | 1                  |
| 4.                 | З. Карановић       | 1                  |                    | 4                  | 5                  |
| 5.                 | Маринковић         | 2                  |                    |                    | 2                  |
| 6.                 | Марић              | 4                  |                    | 2                  | 6                  |
| 7.                 | Милић              | 1                  |                    |                    | 1                  |
| 8.                 | Могуш              | 1                  |                    | 1                  | 2                  |
| 9.                 | Пражић             | 2                  |                    | 1                  | 3                  |
| 10.                | Радановић          | 1                  |                    |                    | 1                  |
| 11.                | Росић              | 1                  |                    |                    | 1                  |
| 12.                | Тошић              | 1                  |                    |                    | 1                  |
| 13.                | Вељковић           |                    |                    | 1                  | 1                  |
| 14.                | Јокић              |                    |                    | 1                  | 1                  |
| 15.                | Накић              |                    |                    | 1                  | 1                  |
| 16.                | Ноел               |                    |                    | 1                  | 1                  |
| 17.                | С. Маринковић      |                    |                    | 1                  | 1                  |
| 18.                | С. Петровић        |                    |                    | 2                  | 2                  |
| Укупно:            | Укупно:            | 18                 |                    | 16                 | 34                 |

| Милутинац, Земун | Милутинац, Земун | Милутинац, Земун | Милутинац, Земун | Милутинац, Земун | Милутинац, Земун |
| #                | Играч            | „А”              | Играч кола       | „Б”              | „∑”              |
| ---------------- | ---------------- | ---------------- | ---------------- | ---------------- | ---------------- |
| 1.               | Алишах           | 3                |                  | 3                | 6                |
| 2.               | Бајрамовић       | 1                |                  | 4                | 5                |
| 3.               | Вуковић          | 1                |                  | 2                | 3                |
| 4.               | Вучковић         | 1                |                  |                  | 1                |
| 5.               | Гостиљац         | 2                |                  | 2                | 4                |
| 6.               | Зорић            | 3                |                  | 2                | 5                |
| 7.               | Латиновић        | 1                |                  |                  | 1                |
| 8.               | Радановић        | 6                | 1                | 1                | 7                |
| 9.               | Радичевић        | 3                |                  | 2                | 5                |
| 10.              | Радовановић      | 2                | 1                | 1                | 3                |
| 11.              | Ритупер          | 3                |                  |                  | 3                |
| 12.              | Стевановић       | 1                |                  | 1                | 2                |
| 13.              | Алексић          |                  |                  | 1                | 1                |
| 14.              | Драговић         |                  |                  | 1                | 1                |
| 15.              | Лазаревић        |                  |                  | 2                | 2                |
| 16.              | Новаковић        |                  |                  | 1                | 1                |
| 17.              | Црнчевић         |                  |                  | 1                | 1                |
| Укупно:          | Укупно:          | 27               | 2                | 24               | 51               |

| ГСП Полет, Београд | ГСП Полет, Београд | ГСП Полет, Београд | ГСП Полет, Београд | ГСП Полет, Београд | ГСП Полет, Београд |
| #                  | Играч              | „А”                | Играч кола         | „Б”                | „∑”                |
| ------------------ | ------------------ | ------------------ | ------------------ | ------------------ | ------------------ |
| 1.                 | Вишњић             | 2                  |                    |                    | 2                  |
| 2.                 | Г. Стојановић      | 1                  |                    |                    | 1                  |
| 3.                 | Д. Марковић        | 1                  |                    | 5                  | 6                  |
| 4.                 | Д. Стојановић      | 1                  |                    |                    | 1                  |
| 5.                 | Јокановић          | 1                  |                    |                    | 1                  |
| 6.                 | Кадовић            | 1                  |                    |                    | 1                  |
| 7.                 | Крстић             | 1                  |                    |                    | 1                  |
| 8.                 | Лазић              | 1                  |                    |                    | 1                  |
| 9.                 | М. Марковић        | 1                  |                    |                    | 1                  |
| 10.                | Митровић           | 1                  |                    |                    | 1                  |
| 11.                | Никодијевић        | 1                  |                    |                    | 1                  |
| 12.                | Ђорђевић           |                    |                    | 1                  | 1                  |
| 13.                | Елмази             |                    |                    | 1                  | 1                  |
| 14.                | Крстић             |                    |                    | 1                  | 1                  |
| 15.                | Мојовић            |                    |                    | 1                  | 1                  |
| 16.                | Момић              |                    |                    | 1                  | 1                  |
| 17.                | Стојановић         |                    |                    | 1                  | 1                  |
| 18.                | Ступар             |                    |                    | 1                  | 1                  |
| Укупно:            | Укупно:            | 12                 |                    | 12                 | 24                 |

| Локомотива, Железник | Локомотива, Железник | Локомотива, Железник | Локомотива, Железник | Локомотива, Железник | Локомотива, Железник |
| #                    | Играч                | „А”                  | Играч кола           | „Б”                  | „∑”                  |
| -------------------- | -------------------- | -------------------- | -------------------- | -------------------- | -------------------- |
| 1.                   | Вилотић              | 1                    |                      | 1                    | 2                    |
| 2.                   | Грбић                | 1                    |                      |                      | 1                    |
| 3.                   | Добрашиновић         | 1                    |                      |                      | 1                    |
| 4.                   | Ђушић                | 1                    |                      |                      | 1                    |
| 5.                   | Јанковић             | 2                    |                      | 1                    | 3                    |
| 6.                   | Максимовић           | 1                    |                      |                      | 1                    |
| 7.                   | Марковић             | 2                    |                      |                      | 2                    |
| 8.                   | Микић                | 1                    |                      |                      | 1                    |
| 9.                   | Панић                | 3                    | 2                    | 2                    | 5                    |
| 10.                  | Срнић                | 1                    |                      | 2                    | 3                    |
| 11.                  | Станковић            | 1                    |                      |                      | 1                    |
| 12.                  | Тодоровић            | 2                    |                      | 2                    | 4                    |
| 13.                  | Тупајић              | 2                    |                      |                      | 2                    |
| 14.                  | Гојаковић            |                      |                      | 2                    | 2                    |
| 15.                  | Димов                |                      |                      | 1                    | 1                    |
| 16.                  | Јовановић            |                      |                      | 1                    | 1                    |
| 17.                  | Јокић                |                      |                      | 1                    | 1                    |
| 18.                  | Миливојевић          |                      |                      | 3                    | 3                    |
| 19.                  | Минић                |                      |                      | 1                    | 1                    |
| 20.                  | Николић              |                      |                      | 1                    | 1                    |
| 21.                  | Томанић              |                      |                      | 1                    | 1                    |
| Укупно:              | Укупно:              | 19                   | 2                    | 19                   | 38                   |

| Трудбеник, Београд | Трудбеник, Београд | Трудбеник, Београд | Трудбеник, Београд | Трудбеник, Београд | Трудбеник, Београд |
| #                  | Играч              | „А”                | Играч кола         | „Б”                | „∑”                |
| ------------------ | ------------------ | ------------------ | ------------------ | ------------------ | ------------------ |
| 1.                 | Б. Бењић           | 1                  |                    |                    | 1                  |
| 2.                 | Богуновић          | 1                  |                    |                    | 1                  |
| 3.                 | В Павловић         | 4                  | 1                  |                    | 4                  |
| 4.                 | Д. Петровић        | 2                  |                    | 2                  | 4                  |
| 5.                 | Јосимовић          | 1                  |                    |                    | 1                  |
| 6.                 | Кнежевић           | 1                  |                    |                    | 1                  |
| 7.                 | Пријовић           | 2                  |                    |                    | 2                  |
| 8.                 | Руњо               | 2                  |                    | 2                  | 4                  |
| 9.                 | Стефановић         | 1                  |                    |                    | 1                  |
| 10.                | Татомир            | 1                  |                    | 1                  | 2                  |
| 11.                | Џановић            | 3                  |                    | 1                  | 4                  |
| 12.                | Исаиловић          |                    |                    | 1                  | 1                  |
| 13.                | Јанићијевић        |                    |                    | 1                  | 1                  |
| 14.                | Марковић           |                    |                    | 2                  | 2                  |
| 15.                | Перовић            |                    |                    | 2                  | 2                  |
| 16.                | Шестић             |                    |                    | 1                  | 1                  |
| 17.                | Шимичић            |                    |                    | 2                  | 2                  |
| Укупно:            | Укупно:            | 19                 | 1                  | 15                 | 34                 |

| Млади Обилић, Београд | Млади Обилић, Београд | Млади Обилић, Београд | Млади Обилић, Београд | Млади Обилић, Београд | Млади Обилић, Београд |
| #                     | Играч                 | „А”                   | Играч кола            | „Б”                   | „∑”                   |
| --------------------- | --------------------- | --------------------- | --------------------- | --------------------- | --------------------- |
| 1.                    | Брдаревић             | 2                     | 1                     | 1                     | 3                     |
| 2.                    | Димитријевић          | 1                     |                       | 1                     | 2                     |
| 3.                    | Марковић              | 1                     |                       |                       | 1                     |
| 4.                    | Милошевић             | 1                     |                       |                       | 1                     |
| 5.                    | Петров                | 1                     |                       |                       | 1                     |
| 6.                    | Ристић                | 2                     |                       | 2                     | 4                     |
| 7.                    | Томић                 | 2                     |                       |                       | 2                     |
| 8.                    | Тошић                 | 1                     |                       | 2                     | 3                     |
| 9.                    | Црнојевић             | 1                     |                       | 3                     | 4                     |
| 10.                   | Чичић                 | 1                     |                       |                       | 1                     |
| 11.                   | Шћекић                | 1                     |                       |                       | 1                     |
| 12.                   | Грбавац               |                       |                       | 1                     | 1                     |
| 13.                   | Јездимировић          |                       |                       | 1                     | 1                     |
| 14.                   | Јовановић             |                       |                       | 3                     | 3                     |
| 15.                   | Трајчески             |                       |                       | 1                     | 1                     |
| Укупно:               | Укупно:               | 14                    | 1                     | 15                    | 29                    |

| Ласта, Сремчица | Ласта, Сремчица | Ласта, Сремчица | Ласта, Сремчица | Ласта, Сремчица | Ласта, Сремчица |
| #               | Играч           | „А”             | Играч кола      | „Б”             | „∑”             |
| --------------- | --------------- | --------------- | --------------- | --------------- | --------------- |
| 1.              | Ступар          | 2               |                 |                 | 2               |
| 2.              | Антонијевић     | 2               |                 |                 | 2               |
| 3.              | Ђорђевић        | 1               |                 | 2               | 3               |
| 4.              | Кузмић          | 1               |                 |                 | 1               |
| 5.              | Лукић           | 1               |                 |                 | 1               |
| 6.              | Мирковић        | 1               |                 |                 | 1               |
| 7.              | Мићвић          | 1               |                 |                 | 1               |
| 8.              | Симић           | 1               |                 |                 | 1               |
| 9.              | Лазаревић       |                 |                 | 2               | 2               |
| 10.             | Савић           |                 |                 | 1               | 1               |
| Укупно:         | Укупно:         | 10              |                 | 5               | 15              |

| ИМТ, Нови Београд | ИМТ, Нови Београд | ИМТ, Нови Београд | ИМТ, Нови Београд | ИМТ, Нови Београд | ИМТ, Нови Београд |
| #                 | Играч             | „А”               | Играч кола        | „Б”               | „∑”               |
| ----------------- | ----------------- | ----------------- | ----------------- | ----------------- | ----------------- |
| 1.                | Благојевић        | 1                 |                   | 2                 | 3                 |
| 2.                | Важић             | 3                 |                   | 1                 | 4                 |
| 3.                | Вујовић           | 4                 |                   | 2                 | 6                 |
| 4.                | Ђорђевић          | 2                 |                   | 2                 | 4                 |
| 5.                | Јандрић           | 1                 |                   | 1                 | 2                 |
| 6.                | Лончар            | 1                 |                   |                   | 1                 |
| 7.                | Н. Николић        | 4                 |                   | 1                 | 5                 |
| 8.                | П. Николић        | 1                 |                   |                   | 1                 |
| 9.                | Ристановић        | 2                 |                   |                   | 2                 |
| 10.               | Стојић            | 1                 |                   | 3                 | 4                 |
| 11.               | Видовић           |                   |                   | 1                 | 1                 |
| 12.               | Николов           |                   |                   | 1                 | 1                 |
| 13.               | Симић             |                   |                   | 1                 | 1                 |
| Укупно:           | Укупно:           | 20                |                   | 15                | 35                |

| Братство, Крњача | Братство, Крњача | Братство, Крњача | Братство, Крњача | Братство, Крњача | Братство, Крњача |
| #                | Играч            | „А”              | Играч кола       | „Б”              | „∑”              |
| ---------------- | ---------------- | ---------------- | ---------------- | ---------------- | ---------------- |
| 1.               | Ивановић         | 2                |                  |                  | 2                |
| 2.               | Аврамовић        | 6                |                  | 4                | 10               |
| 3.               | Бањац            | 4                | 1                | 2                | 6                |
| 4.               | Ђорђевић         | 3                |                  | 1                | 4                |
| 5.               | Јанковић         | 1                |                  |                  | 1                |
| 6.               | Јованов          | 4                |                  | 4                | 8                |
| 7.               | Кушић            | 1                |                  | 1                | 2                |
| 8.               | Марјановић       | 1                |                  |                  | 1                |
| 9.               | Николић          | 3                |                  | 3                | 6                |
| 10.              | Столић           | 2                |                  | 1                | 3                |
| 11.              | Тимић            | 3                | 1                | 5                | 8                |
| 12.              | Вујошевић        |                  |                  | 2                | 2                |
| 13.              | Здравић          |                  |                  | 5                | 5                |
| 14.              | Јовановић        |                  |                  | 1                | 1                |
| 15.              | Љубеновић        |                  |                  | 2                | 2                |
| 16.              | Петровић         |                  |                  | 1                | 1                |
| 17.              | Славујевић       |                  |                  | 1                | 1                |
| Укупно:          | Укупно:          | 30               | 2                | 33               | 63               |

| Палилулац, Крњача | Палилулац, Крњача | Палилулац, Крњача | Палилулац, Крњача | Палилулац, Крњача | Палилулац, Крњача |
| #                 | Играч             | „А”               | Играч кола        | „Б”               | „∑”               |
| ----------------- | ----------------- | ----------------- | ----------------- | ----------------- | ----------------- |
| 1.                | Бајић             | 1                 |                   | 1                 | 2                 |
| 2.                | Близнаковић       | 1                 |                   | 3                 | 4                 |
| 3.                | Брошћанц          | 7                 | 1                 | 2                 | 9                 |
| 4.                | Вуковић           | 2                 |                   | 2                 | 4                 |
| 5.                | Г. Стаменковић    | 1                 |                   |                   | 1                 |
| 6.                | Гавриловић        | 3                 |                   | 1                 | 4                 |
| 7.                | Д. Стаменковић    | 1                 |                   | 1                 | 2                 |
| 8.                | Добрић            | 5                 |                   | 2                 | 7                 |
| 9.                | Додић             | 1                 |                   |                   | 1                 |
| 10.               | Лутовац           | 1                 |                   | 5                 | 6                 |
| 11.               | Максимовић        | 1                 |                   | 1                 | 2                 |
| 12.               | Мијаиловић        | 1                 |                   |                   | 1                 |
| 13.               | Павловић          | 1                 |                   | 2                 | 3                 |
| 14.               | Радојевић         | 1                 |                   | 2                 | 3                 |
| 15.               | Ристовић          | 5                 |                   | 1                 | 6                 |
| 16.               | Ћапин             | 1                 |                   | 2                 | 3                 |
| 17.               | Милић             |                   |                   | 1                 | 1                 |
| Укупно:           | Укупно:           | 33                | 1                 | 26                | 59                |

| Велика Крсна, Велика Крсна | Велика Крсна, Велика Крсна | Велика Крсна, Велика Крсна | Велика Крсна, Велика Крсна | Велика Крсна, Велика Крсна | Велика Крсна, Велика Крсна |
| #                          | Играч                      | „А”                        | Играч кола                 | „Б”                        | „∑”                        |
| -------------------------- | -------------------------- | -------------------------- | -------------------------- | -------------------------- | -------------------------- |
| 1.                         | Барјактаревић              | 2                          |                            | 3                          | 5                          |
| 2.                         | Павловић                   | 1                          |                            |                            | 1                          |
| 3.                         | Стефановић                 | 2                          |                            | 1                          | 3                          |
| 4.                         | Стојановић                 | 3                          | 1                          |                            | 3                          |
| 5.                         | Стојковић                  | 2                          |                            | 4                          | 6                          |
| 6.                         | Ћосић                      | 7                          | 1                          | 3                          | 10                         |
| 7.                         | Бајић                      |                            |                            | 3                          | 3                          |
| 8.                         | Властић                    |                            |                            | 1                          | 1                          |
| 9.                         | Ристић                     |                            |                            | 1                          | 1                          |
| 10.                        | Серафимовић                |                            |                            | 2                          | 2                          |
| Укупно:                    | Укупно:                    | 17                         | 2                          | 18                         | 35                         |

| БСК, Батајница | БСК, Батајница | БСК, Батајница | БСК, Батајница | БСК, Батајница | БСК, Батајница |
| #              | Играч          | „А”            | Играч кола     | „Б”            | „∑”            |
| -------------- | -------------- | -------------- | -------------- | -------------- | -------------- |
| 1.             | Арамбашић      | 2              | 1              |                | 2              |
| 2.             | Вејин          | 1              |                | 2              | 3              |
| 3.             | Катић          | 1              |                | 3              | 4              |
| 4.             | Ковачевић      | 4              |                | 4              | 8              |
| 5.             | Новаковић      | 2              |                | 2              | 4              |
| 6.             | Обрић          | 2              |                | 3              | 5              |
| 7.             | Петровић       | 3              |                | 2              | 5              |
| 8.             | Радичевић      | 2              |                | 2              | 4              |
| 9.             | Станковић      | 1              |                |                | 1              |
| 10.            | Филиповић      | 1              |                |                | 1              |
| 11.            | Буњац          |                |                | 1              | 1              |
| 12.            | Глигоријевић   |                |                | 1              | 1              |
| 13.            | Делетић        |                |                | 2              | 2              |
| Укупно:        | Укупно:        | 19             | 1              | 22             | 41             |

## Резултати по клубовима
| #   | Клуб, домаћин | Клуб, домаћин              | Вин | Бор. | Тур | Змај | Шум | Пош | Мил | ГСП | Пол | Локо | Труд | МлО | Ласта | ИМТ | Брат | БСК | Пал | ВК  |
| --- | ------------- | -------------------------- | --- | ---- | --- | ---- | --- | --- | --- | --- | --- | ---- | ---- | --- | ----- | --- | ---- | --- | --- | --- |
| 1.  |               | Винча, Винча               | XXX | 2:3  | 1:0 | 1:2  | 4:2 | 3:2 | 5:3 | 2:1 | 2:0 | 2:0  | 2:1  | 5:3 | 2:0   | 3:1 | 0:1  | 1:4 | 1:0 | 3:4 |
| 2.  |               | Борац, Остружница          | 1:1 | XXX  | 3:2 | 3:3  | 1:0 | 0:2 | 1:3 | 1:1 | 0:0 | 2:2  | 0:2  | 2:0 | 2:2   | 1:0 | 0:0  | 2:1 | 1:3 | 0:3 |
| 3.  |               | Турбина, Вреоци            | 4:1 | 1:1  | XXX | 1:0  | 1:1 | 5:0 | 1:4 | 3:1 | 3:2 | 1:0  | 1:1  | 4:0 | 6:1   | 3:3 | 0:0  | 1:1 | 0:2 | 1:2 |
| 4.  |               | Змај Земун                 | 6:1 | 1:2  | 2:0 | XXX  | 1:0 | 3:0 | 1:0 | 2:0 | 0:0 | 1:3  | 2:2  | 2:1 | 2:1   | 1:2 | 0:0  | 0:1 | 2:1 | 2:0 |
| 5.  |               | Шумадија, Јагњило          | 3:2 | 5:0  | 4:3 | 1:0  | XXX | 1:3 | 4:2 | 4:3 | 2:0 | 4:3  | 2:1  | 3:2 | 3:4   | 1:1 | 1:1  | 0:3 | 1:1 | 3:3 |
| 6.  |               | Поштар, Београд            | 4:5 | 2:2  | 2:0 | 1:0  | 1:1 | XXX | 2:1 | 2:1 | 1:0 | 3:2  | 1:0  | 2:1 | 2:1   | 3:1 | 2:2  | 1:2 | 1:3 | 3:0 |
| 7.  |               | Милутинац, Земун           | 4:1 | 2:1  | 1:1 | 0:1  | 3:2 | 5:1 | XXX | 2:1 | 1:1 | 2:0  | 1:0  | 2:0 | 8:0   | 3:1 | 1:1  | 2:1 | 1:1 | 1:0 |
| 8.  |               | ГСП Полет, Београд         | 0:0 | 1:1  | 2:0 | 2:1  | 2:1 | 0:2 | 0:1 | XXX | 0:1 | 1:0  | 2:1  | 4:0 | 0:0   | 2:1 | 0:1  | 0:1 | 2:1 | 2:1 |
| 9.  |               | Полицајац, Београд         | 4:0 | 0:2  | 2:1 | 4:0  | 3:3 | 1:2 | 3:2 | 5:0 | XXX | 3:3  | 0:1  | 1:2 | 3:1   | 0:2 | 7:2  | 2:0 | 1:1 | 1:0 |
| 10. |               | Локомотива, Железник       | 2:0 | 2:2  | 0:1 | 1:0  | 0:0 | 1:0 | 0:1 | 3:0 | 0:0 | XXX  | 0:3  | 2:0 | 6:0   | 0:0 | 4:1  | 1:0 | 1:1 | 3:0 |
| 11. |               | Трудбеник, Београд         | 1:0 | 1:2  | 0:1 | 1:0  | 1:1 | 3:0 | 1:1 | 0:1 | 1:5 | 0:1  | XXX  | 4:0 | 1:1   | 1:0 | 4:1  | 2:0 | 0:0 | 3:0 |
| 12. |               | Млади Обилић, Београд      | 1:0 | 1:2  | 1:1 | 0:1  | 2:1 | 2:1 | 1:0 | 0:1 | 1:0 | 1:0  | 2:1  | XXX | 1:1   | 3:2 | 2:0  | 0:1 | 2:3 | 1:3 |
| 13. |               | Ласта, Сремчица            | 0:0 | 0:0  | 1:5 | 0:0  | 1:0 | 2:3 | 0:3 | 1:3 | 2:2 | 0:1  | 0:2  | 1:1 | XXX   | 1:1 | 1:3  | 1:3 | 0:1 | 2:1 |
| 14. |               | ИМТ, Нови Београд          | 3:0 | 2:0  | 0:0 | 1:0  | 3:0 | 1:0 | 1:3 | 0:0 | 2:0 | 0:1  | 0:1  | 2:0 | 6:1   | XXX | 3:1  | 1:0 | 1:2 | 0:1 |
| 15. |               | Братство, Крњача           | 0:0 | 1:1  | 5:0 | 3:1  | 3:2 | 2:0 | 2:0 | 1:0 | 1:0 | 3:0  | 4:1  | 2:1 | 3:0   | 3:1 | XXX  | 5:0 | 0:2 | 4:3 |
| 16. |               | БСК, Батајница             | 3:2 | 2:3  | 0:3 | 3:1  | 1:3 | 4:1 | 0:1 | 0:1 | 1:1 | 1:1  | 4:1  | 1:0 | 4:0   | 0:0 | 2:0  | XXX | 1:2 | 2:2 |
| 17. |               | Палилулац Крњача, Београд  | 3:0 | 2:1  | 3:0 | 4:0  | 2:1 | 2:1 | 3:1 | 2:1 | 1:2 | 3:1  | 4:1  | 1:0 | 4:0   | 1:1 | 3:2  | 2:2 | XXX | 4:0 |
| 18. |               | Велика Крсна, Велика Крсна | 1:1 | 2:1  | 1:3 | 1:1  | 2:3 | 2:2 | 0:4 | 3:1 | 3:2 | 2:0  | 2:1  | 2:1 | 4:2   | 1:1 | 1:2  | 1:0 | 0:4 | XXX |

| Победа домаћина | Нерешено | Пораз домаћина |

## Статистика
| Статистички подаци                    | Статистички подаци                               |
| ------------------------------------- | ------------------------------------------------ |
| Одиграно кола                         | 34 од 34                                         |
| Број утакмица у колу                  | 9 од 9                                           |
| Одиграно утакмица                     | 306 од 306                                       |
| Број победа домаћих клубова           | 167                                              |
| Број мечева без победника             | 64                                               |
| Број победа гостујућих клубова        | 75                                               |
| Укупно датих голова                   | 895                                              |
| по колу:                              | 26,32                                            |
| по утакмици:                          | 2,92                                             |
| Укупан број голова домаћих клубова    | 550                                              |
| по колу:                              | 16,18                                            |
| по утакмици:                          | 1,80                                             |
| Укупан број голова гостујућих клубова | 345                                              |
| по колу:                              | 10,15                                            |
| по утакмици:                          | 1,13                                             |
| Највећа победа домаћег клуба          | (+8) Милутинац, Земун — Ласта, Сремчица (8:0)    |
| Највећа победа гостујућег клуба       | (-4) Велика Крсна, В.К. — Милутинац, Земун (0:4) |
|                                       | Ласта, Сремчица — Турбина, Вреоци (1:5)          |
|                                       | Трудбеник, Београд — Полицајац, Београд (1:5)    |
| Највише датих голова на утакмици      | (+9) Полицајац, Београд — Братство, Крњача (7:2) |
|                                       | Поштар, Београд — Винча, Винча (4:5)             |
|                                       |                                                  |

## Посећеност утакмица
Није реално стање пошто у многим извештајима са утакмица нема података о броју гледалаца.
| Коло           | Вин      | Бор.      | Тур       | Змај      | Шум       | Пош       | Мил       | ГСП       | Пол       | Локо      | Труд     | МлО       | Ласта     | ИМТ       | Брат      | БСК       | Пал       | ВК        | Укупно      | Просек      |
| -------------- | -------- | --------- | --------- | --------- | --------- | --------- | --------- | --------- | --------- | --------- | -------- | --------- | --------- | --------- | --------- | --------- | --------- | --------- | ----------- | ----------- |
| 1              | 400      | 300       | —         | 100       | 300       | 100       | —         | 200       | 150       | —         | —        | 100       | —         | —         | 100       | —         | —         | —         | 1.750       | (:9) 194    |
| 2.             | —        | —         | 200       | —         | —         | —         | —         | —         | —         | 200       | 100      | —         | 400       | 250       | 100       | 300       | 200       | 200       | 1.950       | (:9) 217    |
| 3.             | 200      | 200       | —         | 100       | 200       | 100       | 200       | 200       | 100       | —         | —        | 200       | —         | —         | —         | —         | —         | —         | 1.500       | (:9) 167    |
| 4.             | —        | 300       | 150       | —         | —         | —         | —         | —         | —         | 200       | 100      | —         | 200       | 150       | 1.000     | —         | 250       | 200       | 2.550       | (:9) 283    |
| 5.             | 300      | —         | —         | 200       | 200       | 100       | 100       | 150       | 300       | —         | —        | 50        | —         | —         | —         | 200       | —         | —         | 1.600       | (:9) 178    |
| 6.             | —        | 200       | 100       | —         | 250       | —         | —         | —         | —         | 200       | 100      | —         | 100       | —         | 150       | —         | 100       | 200       | 1.400       | (:9) 156    |
| 7.             | 200      | —         | —         | 100       | —         | 100       | 100       | 150       | 100       | —         | —        | 50        | —         | 200       | —         | 100       | —         | —         | 1.100       | (:9) 122    |
| 8.             | —        | 200       | 150       | —         | 200       | —         | —         | —         | 100       | 100       | 100      | —         | 200       | —         | 100       | —         | —         | 200       | 1.350       | (:9) 150    |
| 9.             | 200      | —         | —         | 150       | —         | 100       | 60        | 200       | —         | —         | —        | 100       | —         | 200       | —         | 300       | 200       | —         | 1.510       | (:9) 168    |
| 10.            | —        | 200       | 100       | 100       | 250       | —         | —         | —         | 30        | —         | 50       | —         | 100       | —         | 200       | —         | —         | 200       | 1.230       | (:9) 137    |
| 11.            | 150      | —         | —         | —         | —         | 150       | 200       | 150       | —         | 100       | —        | 100       | —         | 200       | —         | 200       | 100       | —         | 1.350       | (:9) 150    |
| 12.            | 250      | 250       | 100       | 100       | ?         | —         | —         | —         | 250       | —         | 50       | —         | 100       | —         | 100       | —         | —         | —         | 1.200       | (:8) 150    |
| 13.            | —        | —         | —         | —         | —         | 100       | 200       | 150       | —         | 50        | —        | 100       | —         | 200       | —         | 200       | 500       | 200       | 1.700       | (:9) 189    |
| 14.            | 200      | 300       | 150       | 200       | 200       | 100       | —         | —         | 100       | —         | —        | —         | 50        | —         | 50        | —         | —         | —         | 1.350       | (:9) 150    |
| 15.            | —        | —         | —         | —         | —         | —         | 100       | 200       | —         | 150       | 50       | 50        | —         | 200       | —         | 100       | 200       | 200       | 1.250       | (:9) 139    |
| 16.            | 150      | 150       | 100       | 100       | 200       | 150       | —         | —         | 100       | —         | —        | 150       | —         | —         | 100       | —         | —         | —         | 1.200       | (:9) 133    |
| 17.            | —        | —         | —         | —         | —         | —         | 100       | 100       | —         | 100       | 50       | —         | 30        | 100       | —         | 200       | 150       | 200       | 1.030       | (:9) 114    |
| Укупно јесен   | 2.050    | 2.100     | 1.050     | 1.150     | 1.800     | 1.000     | 1.060     | 1.500     | 1.230     | 1.100     | 600      | 900       | 1.180     | 1.500     | 1.900     | 1.600     | 1.700     | 1.600     | 25.020      | (:17) 1.472 |
| Просек јесен   | (:9) 228 | (:9) 233  | (:8) 131  | (:9) 128  | (:8) 225  | (:9) 111  | (:8) 133  | (:9) 167  | (:9) 137  | (:8) 138  | (:8) 75  | (:9) 100  | (:8) 148  | (:8) 188  | (:9) 211  | (:8) 200  | (:8) 213  | (:8) 200  | (:18) 1.390 | (:152) 165  |
| Коло           | Вин      | Бор.      | Тур       | Змај      | Шум       | Пош       | Мил       | ГСП       | Пол       | Локо      | Труд     | МлО       | Ласта     | ИМТ       | Брат      | БСК       | Пал       | ВК        | Укупно      | Просек      |
| 18.            | —        | —         | 200       | —         | —         | —         | 200       | —         | —         | 50        | 50       | —         | 200       | 150       | —         | 300       | 150       | 200       | 1.500       | (:9) 167    |
| 19.            | 200      | 100       | —         | 200       | 300       | 250       | 150       | 100       | 150       | —         | —        | 200       | —         | —         | —         | —         | —         | —         | 1.650       | (:9) 183    |
| 20.            | —        | —         | 200       | —         | —         | —         | —         | —         | —         | 50        | 50       | —         | 500       | 300       | 100       | 200       | 150       | 150       | 1.700       | (:9) 189    |
| 21.            | 150      | —         | —         | 200       | 200       | 50        | 150       | 200       | 100       | —         | —        | 100       | —         | —         | —         | „БП”      | —         | —         | 1.150       | (:9) 128    |
| 22.            | —        | 150       | 240       | —         | —         | —         | —         | —         | —         | 150       | „БП”     | —         | „БП”      | 300       | 100       | —         | 200       | 200       | 1.340       | (:9) 149    |
| 23.            | 150      | —         | —         | 50        | —         | 50        | „БП”      | 150       | 100       | —         | —        | 50        | —         | 50        | —         | 100       | —         | —         | 700         | (:9) 78     |
| 24.            | —        | 100       | 200       | —         | 200       | —         | —         | —         | —         | 100       | 100      | —         | 150       | —         | 250       | —         | 200       | 200       | 1.500       | (:9) 167    |
| 25.            | 250      | —         | —         | 100       | —         | 100       | 100       | 150       | —         | —         | —        | 300       | —         | 100       | —         | 300       | 200       | —         | 1.600       | (:9) 178    |
| 26.            | —        | ?         | 200       | —         | ?         | —         | —         | —         | 100       | ?         | ?        | —         | ?         | —         | 150       | —         | —         | ?         | 450         | (:3) 150    |
| 27.            | 250      | —         | —         | —         | —         | 200       | 200       | 100       | —         | 100       | —        | 100       | —         | 200       | —         | 100       | 100       | —         | 1.350       | (:9) 150    |
| 28.            | —        | 100       | 150       | 100       | 300       | —         | —         | —         | 100       | —         | 100      | —         | 200       | —         | 150       | —         | —         | 200       | 1.400       | (:9) 156    |
| 29.            | —        | —         | —         | —         | —         | 50        | 100       | 150       | —         | 120       | —        | 100       | —         | 400       | —         | 100       | 100       | 200       | 1.320       | (:9) 147    |
| 30.            | 300      | 100       | 200       | 200       | 200       | —         | —         | —         | 150       | —         | 100      | —         | 50        | —         | 300       | —         | —         | —         | 1.600       | (:9) 178    |
| 31.            | —        | —         | —         | —         | —         | —         | 150       | 100       | —         | 100       | 100      | 50        | —         | 200       | —         | 100       | 300       | 200       | 1.300       | (:9) 144    |
| 32.            | 100      | 100       | 200       | 100       | 150       | 50        | —         | —         | 20        | —         | —        | —         | 80        | —         | 100       | —         | —         | —         | 900         | (:9) 100    |
| 33.            | —        | —         | —         | —         | —         | —         | 50        | 150       | —         | 100       | 100      | —         | 50        | 200       | —         | 100       | 200       | 200       | 1.150       | (:9) 128    |
| 34.            | 200      | 100       | 200       | 50        | 100       | 30        | —         | —         | 50        | —         | —        | 50        | —         | —         | ?         | —         | —         | —         | 780         | (:8) 98     |
| Укупно пролеће | 1.600    | 750       | 1.790     | 1.000     | 1.450     | 780       | 1.100     | 1.100     | 770       | 770       | 600      | 950       | 1.230     | 1.900     | 1.150     | 1.300     | 1.600     | 1.550     | 21.390      | (:17) 1.258 |
| Просек пролеће | (:8) 200 | (:7) 107  | (:9) 199  | (:8) 125  | (:7) 207  | (:8) 98   | (:9) 122  | (:8) 138  | (:8) 96   | (:8) 96   | (:8) 75  | (:8) 119  | (:8) 154  | (:9) 211  | (:7) 134  | (:9) 144  | (:9) 178  | (:8) 194  | (:18) 1.188 | (:146) 147  |
| Укупно сезона  | 3.650    | 2.850     | 2.840     | 2.150     | 3.250     | 1.780     | 2.160     | 2.600     | 2.000     | 1.870     | 1.200    | 1.850     | 2.410     | 3.400     | 3.050     | 2.900     | 3.300     | 3.150     | 46.400      | (:34) 1.365 |
| Просек сезоне  | (:7) 215 | (:16) 178 | (:17) 167 | (:17) 126 | (:15) 217 | (:17) 105 | (:17) 127 | (:17) 153 | (:17) 118 | (:16) 117 | (:16) 75 | (:17) 109 | (:16) 151 | (:17) 200 | (:16) 191 | (:17) 171 | (:17) 194 | (:16) 197 | (:18) 2.578 | (:298) 156  |
|                | Вин      | Бор.      | Тур       | Змај      | Шум       | Пош       | Мил       | ГСП       | Пол       | Локо      | Труд     | МлО       | Ласта     | ИМТ       | Брат      | БСК       | Пал       | ВК        | Укупно      | Просек      |

| Када је клуб Домаћин | Нема податка | „БП” | Без присуства публике |
| -------------------- | ------------ | ---- | --------------------- |

## Посећеност утакмица, статистика
| Највећи број гледалаца: 2.550                             | Највећи број гледалаца: 2.550 | Највећи број гледалаца: 2.550 | Највећи број гледалаца: 2.550 | Највећи број гледалаца: 2.550 | Највећи број гледалаца: 2.550 |
| --------------------------------------------------------- | ----------------------------- | ----------------------------- | ----------------------------- | ----------------------------- | ----------------------------- |
| Коло 5.                                                   | просек по утакмици (9) 283    | просек по утакмици (9) 283    | просек по утакмици (9) 283    | просек по утакмици (9) 283    | просек по утакмици (9) 283    |
| Најмањи број гледалаца: 700                               |                               |                               |                               |                               |                               |
| Коло 28.                                                  | просек по утакмици (9) 78     | просек по утакмици (9) 78     | просек по утакмици (9) 78     | просек по утакмици (9) 78     | просек по утакмици (9) 78     |
| Највећи број гледалаца на утакмици: 1.000                 |                               |                               |                               |                               |                               |
| Коло 4.                                                   |                               | Братство, Крњача              | 1:0                           |                               | Полицајац, Београд            |
| Најмањи број гледалаца на утакмици: 20                    |                               |                               |                               |                               |                               |
| Коло 32.                                                  |                               | Полицајац, Београд            | 0:2                           |                               | ИМТ, Нови Београд             |
| Највећи број гледалаца: 3.650                             |                               |                               |                               |                               |                               |
| Винча, Винча — просек по утакмици (17) 215 гледалаца      |                               |                               |                               |                               |                               |
| Најмањи број гледалаца: 1.200                             |                               |                               |                               |                               |                               |
| Трудбеник, Београд — просек по утакмици (16) 75 гледалаца |                               |                               |                               |                               |                               |

| #       | Лого    | Клуб                       | Глед   | БИУ | Прос  |
| ------- | ------- | -------------------------- | ------ | --- | ----- |
| 1.      |         | Винча, Винча               | 3.650  | 17  | 215   |
| 2.      |         | Борац, Остружница          | 2.850  | 16  | 178   |
| 3.      |         | Турбина, Вреоци            | 2.840  | 17  | 167   |
| 4.      |         | Змај Земун                 | 2.150  | 17  | 126   |
| 5.      |         | Шумадија, Јагњило          | 3.250  | 15  | 217   |
| 6.      |         | Поштар, Београд            | 1.780  | 17  | 105   |
| 7.      |         | Милутинац, Земун           | 2.160  | 17  | 127   |
| 8.      |         | ГСП Полет, Београд         | 2.600  | 17  | 153   |
| 9.      |         | Полицајац, Београд         | 2.000  | 17  | 118   |
| 10.     |         | Локомотива, Железник       | 1.870  | 16  | 117   |
| 11.     |         | Трудбеник, Београд         | 1.200  | 16  | 75    |
| 12.     |         | Млади Обилић, Београд      | 1.850  | 17  | 109   |
| 13.     |         | Ласта, Сремчица            | 2.410  | 16  | 151   |
| 14.     |         | ИМТ, Нови Београд          | 3.400  | 17  | 200   |
| 15.     |         | Братство, Крњача           | 3.400  | 17  | 200   |
| 16.     |         | БСК, Батајница             | 3.050  | 16  | 191   |
| 17.     |         | Палилулац Крњача, Београд  | 2.900  | 17  | 171   |
| 18.     |         | Велика Крсна, Велика Крсна | 3.300  | 17  | 194   |
| УКУПНО: | УКУПНО: | УКУПНО:                    | 46.400 | 18  | 2.578 |

| Јесен Пролеће 1.750 1.500 1.950 1.650 1.500 1.700 2.550 1.150 1.600 1.340 1.400 700 1.100 1.500 1.350 1.600 1.510 450 1.230 1.350 1.400 1.200 1.320 1.700 1.600 1.350 1.300 1.250 900 1.200 1.150 1.030 780 |

| Јесењи део (1. — 17. коло) | Пролећни део (18. — 34. коло) |
| -------------------------- | ----------------------------- |

| Глед 3.650 2.850 2.840 2.150 3.250 1.780 2.160 2.600 2.000 1.870 1.200 1.850 2.410 3.400 3.500 2.900 3.300 3.150 |